# A Kés/Alatt epizódjainak listája
Ez a cikk a Kés/Alatt című sorozat epizódjait listázza.

## Évados áttekintés
| Évad | Évad | Epizódok | Eredeti sugárzás     | Eredeti sugárzás   | Eredeti adó        | Magyar sugárzás  | Magyar sugárzás | Magyar adó |
| Évad | Évad | Epizódok | Évadpremier          | Évadfinálé         | Eredeti adó        | Évadpremier      | Évadfinálé      | Magyar adó |
| ---- | ---- | -------- | -------------------- | ------------------ | ------------------ | ---------------- | --------------- | ---------- |
|      | 1    | 13       | 2003. július 22.     | 2003. október 21.  |                    |                  |                 |            |
|      | 2    | 16       | 2004. június 22.     | 2004. október 5.   |                    |                  |                 |            |
|      | 3    | 15       | 2005. szeptember 20. | 2005. december 20. | 2006. február 24.  | 2006. június 2.  |                 |            |
|      | 4    | 15       | 2006. szeptember 5.  | 2006. december 12. | 2007. március 5.   | 2007. június 11. |                 |            |
|      | 5    | 22       | 2007. október 30.    | 2009. március 3.   | 2008. június 2.    | 2010. január 31. |                 |            |
|      | 6    | 19       | 2009. október 14.    | 2010. március 3.   | 2010. november 26. | 2011. április 1. |                 |            |

## Első évad (2003)
| Sor. | Év. | Cím                                           | Rendező           | Író                           | Premier              | Nézettség   |
| --- | --- | --------------------------------------------- | ----------------- | ----------------------------- | -------------------- | ----------- |
| 1. | 1.  | McNamara/Troy (Pilot)                         | Ryan Murphy       | Ryan Murphy                   | 2003. július 22.     | 3,70 millió |
| Christian piszkos pénzt fogad el egy arcátalakító műtétért egy gengsztertől, Silvio Pereztől, aki megrontotta a főnöke hatéves kislányát. Ez próbára teszi az együttműködését Seannal, a pénzből ugyanis a magánrendelőjük fejlesztésére költene. Mindeközben Sean házasságának válságjelei mutatkoznak a kapuzárási pánikja miatt. Mattet, Sean fiát zavarja, hogy nincs körülmetélve, de az apja hajthatatlan. A neje, Julia pedig a lányuk, Annie által őrzött versenyegeret lehúzza a vécén, miután elege lesz belőle. Silvio Perezt zsírleszívás közben megöli a testvére a műtőasztalon, épp mielőtt még a bandavezér, Escobar Gallardo odaérne. A holttestet a két sebész úgy tünteti el, hogy sonkákat rákötözve megetetik az aligátorokkal. Zene a műtőben: The Rolling Stones - Paint It Black Vendégszereplő: Geoffrey Rivas, Raymond Cruz |     |                                               |                   |                               |                      |             |
| 2. | 2.  | Mandi/Randi (Mandi/Randi)                     | Ryan Murphy       | Ryan Murphy                   | 2003. július 29.     | 3,34 millió |
| Egy ikerpár érkezik a rendelőbe azzal a szándékkal, hogy különbözőek legyenek, mert mindenki egyformának látja őket. Sean átértékeli az életét, és úgy dönt, hogy megreformálja a praxist: vállal ingyenes műtéteket is, de felvesz egy pszichológust. Viszonyt próbál kezdeni egy Grace Santiago nevű nővel, aki visszautasítja a közeledését, de elfogadja az általa felkínált állást. Matt barátnőjének, Vanessának nem tetszik, hogy nincs körülmetélve, ezért házi módszerrel próbálkozik. Zene a műtőben: Télépopmusik - Genetic World, Frank Sinatra - You Make Me Feel So Young Vendégszereplők: Caitlin és Melinda Dahl |     |                                               |                   |                               |                      |             |
| 3. | 3.  | Nanette Babcock (Nanette Babcock)             | Lawrence Trilling | Ryan Murphy                   | 2003. augusztus 5.   | 3,55 millió |
| Matt házi körülmetélése csúnya véget ér, amit Christian hoz rendbe, miközben Sean egy visszatérő pácienst, Mrs. Grubmant műti meg. Figyelmetlensége miatt a nőben felejt egy fémalkatrészt, aminek következtében az perrel fenyegetőzik. Úgy tűnik, az egyetlen megoldás az, ha Christian lefekszik vele. Egy mániás depresszióval küzdő kövér nő keresi fel a sebészeket, akik azonban először elutasítják őt Grace Santiago javaslatára a betegsége miatt. Emiatt rendkívül dühös lesz. Nem sokkal később megrongálják Christian kocsiját, aki azt hiszi, hogy a legújabb páciens volt a tettes. Matt intim helyzetben rajtakapja a barátnőjét egy másik lánnyal. Zene a műtőben: Johann Strauss - Kék Duna keringő Vendégszereplő: Lindsay Hollister |     |                                               |                   |                               |                      |             |
| 4. | 4.  | Sofia Lopez (Sofia Lopez)                     | Michael M. Robin  | Sean Jablonski                | 2003. augusztus 12.  | 3,35 millió |
| Christian, hogy vetélytársukkal, Merrill Bobolittal szemben versenyképessé tegye az üzletet, pornósztárok műtéteit vállalja el, nagy összegekért. Az üzlet jól megy, de az új kliensek erkölcstelensége elriasztja a többi pácienst. Mivel emiatt összevesznek Seannal, Christian úgy dönt, partnerségi szerződést köt Merrillel. Végül alaposan átgondolva a dolgot, mindentől eláll. Sean legújabb páciense egy transzszexuális nő, Sofia Lopez, akit kezdetben nem kedvel, ám bizonyos dolgokban megváltoztatja a gondolkodásmódját. Hamar kiderül, hogy Sofia és egy barátnője elrontott műtétjéért egy Dr. Marcus Grayson nevű orvos felelős, Sean régi tanára. Julia beiratkozik az egyetemre, és mivel minden idejét leköti a tanulás, Sean hiába próbál egy kis romantikát becsempészni az életükbe. Matt felszed egy pornósztárt, akitől attól tart, hogy nemi betegséget kapott el. Vendégszereplő: Jonathan Del Arco |     |                                               |                   |                               |                      |             |
| 5. | 5.  | Kurt Dempsey (Kurt Dempsey)                   | Elodie Keene      | Lyn Greene és Richard Levine  | 2003. augusztus 19.  | 2,96 millió |
| Julia észreveszi, hogy terhes, és aggódik, hogy ez ismét derékba törheti álmát, hogy orvos lehessen. Sean kinyilvánítja, hogy maximálisan részt szeretne vállalni a gyereknevelésből, akár azzal is, hogy otthon marad vele, ami nem tetszik Christiannek. Julia veszélyeztetett terhessé válik, mert a gyereken valószínűsíthető rendellenességet észlelnek, ezért ágynyugalomhoz kötik. Ennek ellenére sem akarja abbahagyni az egyetemet, ami miatt végül elvetél. Christiant elkezdi aggasztani szexmániás viselkedése, és igyekszik visszafogni magát. Eljár az Anonim Szexfüggők klubjába, ahol megismeri Gina Russot. Együtt töltik az éjszakát, ami után Christian megalázó módon bánik Ginával. A legújabb páciens azt kéri, hogy alakítsák át a szemét, hogy japánnak nézzen ki azért, hogy menyasszonya konzervatív családja is elfogadja őt. Egy másik páciens a balesetére hivatkozással akarja megműttetni az orrát, de kiderül, hogy nem ez az igazi ok, hanem hogy szándékosan betörette az orrát a férjével, csak hogy könnyedén elérhessék a műtétet. Zene a műtőben: The Cardigans - Lovefool Vendégszereplő: Vincent Agnell |     |                                               |                   |                               |                      |             |
| 6. | 6.  | Megan O'Hara (Megan O'Hara)                   | Craig Zisk        | Jennifer Salt                 | 2003. szeptember 2.  | 3,28 millió |
| Seant lesújtja, hogy Julia elvetélt, és mindenáron megoldást keres arra, hogy a gyermekáldás még csak véletlenül se következzen be újra náluk, mert azt még egyszer nem bírná ki. Az első páciens egy nő, aki a karján lévő bőrredőket távolíttatja el, hogy imponáljon egy zsidó társkereső oldalon talált távkapcsolatának. Christian még mindig keresi, ki rongálta meg az autóját és a hajóját, ezért felkeresi a régi szeretőit. Viszonyt kezd korábbi páciensével, Kimberrel, majd megfenyegeti Ginát, akit a rongálások mögött sejt. Sean követeli, hogy hagyjon fel ezzel, miután Kimber vőlegénye szétveri baseballütővel az irodáját. Ő meg is teszi, de amikor meglátja McNamarát is csókolózni aktuális páciensével, a mellrák utáni korrekciós műtétre jelentkező Megan O'Harával, újrakezdi. Matt beleegyezik, hogy édeshármasba kezd Vanessával és barátnőjével, Ridley-vel, hogy segítsen rajtuk, ami nem úgy sül el, ahogy Vanessa várja. Zene a műtőben: Archie Bell & The Drells - Tighten Up |     |                                               |                   |                               |                      |             |
| 7. | 7.  | Cliff Mantegna (Cliff Mantegna)               | Scott Brazil      | Brad Falchuk                  | 2003. szeptember 9.  | 3,32 millió |
| Julia évfolyamtársa, Jude bevallja, hogy az lett az álma, hogy plasztikai sebész lehessen, ezért gyakornoknak jelentkezik a McNamara/Troy-hoz. Christian a legújabb páciense hatására úgy dönt, hogy swingerklubba megy Kimberrel, ahol találkozik Jude-dal, de Julia nincs vele - Sean viszont megtalálja a férfi félmeztelen fényképét. A történtek hatására Christian kirúgja Jude-ot. Matt, Vanessa és Ridley lebuknak, ami miatt kitör a családi balhé, Julia pedig beszélni akar mindegyikük szüleivel. Sean fájós nyaka miatt elmegy Meganhez, aki csontkovács, és akivel viszonyt kezd. Julia és Christian csókolóznak, de a nő dühödten távozik. Zene a műtőben: Fischerspooner - Emerge Vendégszereplő: Alex Carter |     |                                               |                   |                               |                      |             |
| 8. | 8.  | Cara Fitzgerald (Cara Fitzgerald)             | Jamie Babbit      | Ryan Murphy                   | 2003. szeptember 16. | 3,52 millió |
| Matt és barátja befüvezve elgázolják az iskola egyik diákját. A lány, Cara Fitzgerald, súlyos sérüléseket szenved, ami miatt Matt lelkiismeret-furdalást érez. A lány anyja annyira vallásos, hogy nem engedi megműteni, csak az imák erejében hisz - végül Sean lesz az, aki megműti és megmenti az életét. Sean folytatja titkos viszonyát Megan O'Harával, amit Grace Santiago is felfedez. Christian legújabb páciense a herezacskójáról távolíttat el egy anyajegyet, látszólag a menyasszonya miatt. Hamar kiderül azonban, hogy ő egy pedofil pap, aki a lebukást megakadályozandó műttette meg magát. A gyerekkorában sok molesztálást elszenvedő Christian intézkedik, hogy a pap egyszer és mindenkorra rács mögé kerüljön. Zene a műtőben: Claude Debussy - Holdfénykeringő Vendégszereplő: Keri Lynn Pratt |     |                                               |                   |                               |                      |             |
| 9. | 9.  | Sofia Lopez II (Sofia Lopez II)               | Nelson McCormick  | Sean Jablonski                | 2003. szeptember 23. | 3,67 millió |
| Sofia Lopez a nemátalakító műtét előtt teljesen összezavarodik, miután eltölt egy estét Lizzel. Végül éppen az ő hatására mégis vállalja a műtétet. Christian úgy dönt, hogy mivel már rettenetesen unja Kimbert, elcseréli őt Merrill Bobolittal egy sportkocsira. A lekoptató hadművelet sikerrel zárul, de előtte Kimber még kitölti rajta a dühét. Sean hűtlensége lelepleződik Matt előtt teljesen véletlenül, aki pedig Caráról akarna vele beszélgetni - mert fél, hogy a baleset körülményei kiderülnek. Julia tudomást szerez arról, hogy Jude állítólag prostitúcióból tartja fenn a fényűző életét. Megan rákja kiújul, és ezúttal úgy tűnik, hogy véglegesen. Zene a műtőben: Tori Amos - A Sorta Fairytale Vendégszereplő: Jonathan Del Arco |     |                                               |                   |                               |                      |             |
| 10. | 10. | Adelle Coffin (Adelle Coffin)                 | Michael M. Robin  | Dell Chandler és Ryan Murphy  | 2003. szeptember 30. | 3,03 millió |
| Közelít a szakvizsga-hitelesítés napja, és Christian úgy érzi, hogy nem fog neki sikerülni, ügyetlensége miatt. A vizsga során halott emberek fején kell különféle vizsgálatokat elvégezni. Sean feje képzeletben beszél hozzá, és rábírja, hogy segítse a halálba a végstádiumú rákos Megant. Végül meg is teszi. A temetésen Julia is részt vesz, aki amikor látja Sean viselkedését, rájön férje hűtlenségére. A klinika legújabb páciense Mrs. Grubman új partnere, akin ingyen kell herezacskó-felvarrást végezniük. Zene a műtőben: Donovan - Sunshine Superman Vendégszereplő: Nan Martin |     |                                               |                   |                               |                      |             |
| 11. | 11. | Montana/Sassy/Justice (Montana/Sassy/Justice) | Michael M. Robin  | Lyn Greene és Richard Levine  | 2003. október 7.     | 2,50 millió |
| A legújabb páciens egy tudathasadásos nő, aki számtalan személyiséggel rendelkezik, és akinek a domináns személyisége egy kislány, aki mellkisebbítést szeretne. Gina Russo bevallja Christiannek, hogy terhes, és számít az anyagi támogatására a gyerek felnevelésében. Egy hetet ad neki, hogy döntsön, és noha Christian hezitál, végül mégis úgy dönt, hogy szerepet vállal a gyerek életében. Matt és barátja, hogy jóvátegyék bűnüket, elkezdenek Cara imaklubjába járni, sőt a barátja többet is elkezd érezni Cara iránt, ami veszélyes. Zene a műtőben: Rod Stewart - Hot Legs Vendégszereplő: Cheryl White |     |                                               |                   |                               |                      |             |
| 12. | 12. | Antonia Ramos (Antonia Ramos)                 | Elodie Keene      | Jennifer Salt és Brad Falchuk | 2003. október 14.    | 2,92 millió |
| Escobar Gallardo visszatér, és megkeseríti a két sebész életét. Erőszakkal arra kényszeríti őket, hogy nők mellébe épített heroin-implantátumokat távolítsanak el, valamit adják meg azt a háromszázezer dollárt, amivel még Perez fizette le őket. Mikor megpróbálnak ellenállni, Escobar életveszélyesen megfenyegeti őket. Christian eközben megpróbál úgy viselkedni, ahogy egy jó apához illik. Julia összebarátkozik Sofia Lopezzel a jógaórán, ahonnét a többi nő puszta előítéletből ki akarja őt túrni. Zene a műtőben: ABC - Poison Arrow, Corey Hart - Sunglasses At Night Vendégszereplő: Marisol Nichols |     |                                               |                   |                               |                      |             |
| 13. | 13. | Escobar Gallardo (Escobar Gallardo)           | Ryan Murphy       | Ryan Murphy                   | 2003. október 21.    | 2,99 millió |
| Escobar már nem éri be a mellimplantátumokkal: szervkereskedéssel is foglalkozik, így erre is kényszeríti a sebészeket. Sean végső elkeseredésében meg akarja ölni őt, de nem tudja megtenni. Escobar azt kéri, hogy mivel az FBI a nyomában van, teljesen alakítsák őt át. Sean és Christian bosszúból egy körözött bűnöző arcát műtik rá, ami miatt börtönbe kerül. Christian felfedezi, hogy Kimber és Merrill össze fognak házasodni, noha Kimber elég megalázó szerepben van nála. Merrill praxisának azonban bealkonyul, amikor elvállalja egy pedigrés kutya megműtését, amit a McNamara/Troy nem vállalt, és az elpusztul a műtőasztalon, s ezért a gazdája beperli őt. Gina megszüli a gyereket, aki legnagyobb megdöbbenésükre fekete. Christian ennek ellenére is úgy dönt, hogy apjaként tekint rá. Julia egy genetikai teszt segítségével megtudja, ki Matt igazi apja, miközben újra összejönnek Seannal. Zene a műtőben: Thomas Dolby - She Blinded Me With Science |     |                                               |                   |                               |                      |             |

## Második évad (2004)
| Sor. | Év. | Cím                                                | Rendező          | Író                             | Premier              | Nézettség   |
| --- | --- | -------------------------------------------------- | ---------------- | ------------------------------- | -------------------- | ----------- |
| 14. | 1.  | Erica Noughton (Erica Noughton)                    | Ryan Murphy      | Ryan Murphy                     | 2004. június 22.     | 3,81 millió |
| Sean betölti a negyvenedik életévét, és ezzel egyidejűleg olyan remegést észlel a karjában, ami lehetetlenné teszi a precíz munkát. Az orvosa szerint ez lelki eredetű dolog, és azt tanácsolja, hogy keresse meg az okát. Gina nem akarja, hogy Christian találkozzon a kis Wilberrel, miután az lefeküdt a bébiszitterrel – de hamarosan kiderül az is, hogy a bébiszitter elkábítja a gyereket, hogy az békén hagyja őt és aludjon. Julia anyja, Erica a városba érkezik, és ráncfelvarró műtétet szeretne. Kiderül, hogy Christian és Erica lefeküdtek egymással Julia esküvőjén. A legújabb páciens egy nő, akinek néhány hónapja szétlőtték az arcát, és szeretné megműttetni azt. Hamarosan kiderül, hogy a sérüléséhez a legjobb meleg barátjának is elég sok köze van. Zene a műtőben: Billy Idol - Eyes Without A Face, Zigo - Bach’s Overture                                                                                   |     |                                                    |                  |                                 |                      |             |
| 15. | 2.  | Christian Troy (Christian Troy)                    | Jamie Babbit     | Sean Jablonski                  | 2004. június 29.     | 3,17 millió |
| Christian orra egy szexbaleset során eltörik, és elcsúfítja az arcát. Mivel Seannak lelki eredetű problémák miatt remeg a keze, Christian nem akarja, hogy ő műtse meg, ezért inkább elmegy egy másik magánklinikára; majd úgy dönt, maga veszi kezelésbe az ügyet. Matt megtudja, hogy barátja, Henry, megerőszakolta Cara Fitzgeraldot, és ezért letartóztatták. Fél tőle, hogy bevallja azt, hogy ők gázolták el a lányt, ezért megpróbálja lebeszélni a vallomástételről. Végül amikor őt is kihallgatják, letagadja, hogy bármi köze lenne Henryhez és Carához. Zene a műtőben: Nyikolaj Andrejevics Rimszkij-Korszakov - A dongó, Fischerspooner - Just Let Go, Clawfinger - Step Aside, Dog - Force |     |                                                    |                  |                                 |                      |             |
| 16. | 3.  | Manya Mabika (Manya Mabika)                        | Elodie Keene     | Lyn Greene és Richard Levine    | 2004. július 6.      | 3,49 millió |
| Sean felfedezi, hogy Julia csak színleli az orgazmusait, ezért Christiantől kér tanácsot. Találkozik Ava Moore-ral, egy életvezetési tanácsadóval, akit bemutat Juliának is. Ava szerint a stressz okozója Julia anyja, így ha eltünteti őt a házból, megoldódnak a problémái. Gina szeretne még egy gyereket, de ezúttal azt akarja, hogy Christian legyen a vér szerinti apja. Egy szomáliai nő csiklóhelyreállító műtétet szeretne, egy törzsi rituálé miatt ugyanis megcsonkították. A műtét után Christian maga akarja letesztelni, hogy sikerrel jártak-e. Egy másik páciens, aki szőr nélkül él, szőrbeültetést kér. Zene a műtőben: Amampondo - Collective for Changuito, Roxy Music - More Than This Vendégszereplő: Aisha Tyler |     |                                                    |                  |                                 |                      |             |
| 17. | 4.  | Mrs. Grubman (Mrs. Grubman)                        | Jamie Babbit     | Jennifer Salt                   | 2004. július 13.     | 3,04 millió |
| Mrs. Grubman már tizenegyedszerre jön vissza fél éven belül, hogy átalakíttasson magán valamit. A sebészek ezt megelégelvén megpróbálják őt lebeszélni erről, de rákos lányára hivatkozva nem tágít. Annie, Sean lánya, bár csak nyolcéves, de a korai pubertás jeleit mutatja magán. Bár úgy tűnik, hogy Christian megszerezheti Wilber felett a gyámságot, és talán az apaságot is, a keresztelőn Wilber igazi apja mégis úgy dönt, hogy magával akarja vinni őt. Az eljárás során Kimber, aki időközben kokainfüggő lett, Christian ellen akar tanúskodni. Zene a műtőben: The Rolling Stones - Mother's Little Helper, Holdfényszonáta |     |                                                    |                  |                                 |                      |             |
| 18. | 5.  | Joel Gideon (Joel Gideon)                          | Nelson McCormick | Brad Falchuk                    | 2004. július 20.     | 3,09 millió |
| Egy közlekedési baleset és egy páciens hatására Sean bátrabb és kockázatvállalóbb lesz. Christian és Gina megpróbálják visszaszerezni Wilber felett a gyámságot, sikertelenül. Julia felfedi Christian előtt, hogy Mattnek igazából ő az apja. Egy másik páciens egy hegymászó, aki az orrát szeretné megműttetni, amiről egy baleset miatt lejött a bőr. Zene a műtőben: Diana Ross - Ain't No Mountain High Enough Vendégszereplő: Doug Savant |     |                                                    |                  |                                 |                      |             |
| 19. | 6.  | Bobbi Broderick (Bobbi Broderick)                  | Michael M. Robin | Lyn Greene és Richard Levine    | 2004. július 27.     | 3,74 millió |
| Ava Moore legújabb páciense Matt lesz, aki megdöbbentő módon szexet ajánl fel a jó jegyekért cserébe. Matt teljesen belé esik, és letartóztatják, amikor titokban az ablaka alatt maszturbál. Egy tudálékos páciens zsírleszívást kap, amivel elégedetlen lesz, ezért folyton a nyakukra jár. Liz gyermeket szeretne, és spermadonornak Christiant kéri fel, de később mégis eláll ettől. A legújabb páciens egy nő, akinek a megégett ajkait a szeméremajkainak segítségével rekonstruálják. Zene a műtőben: Thompson Twins - Lies, Scissor Sisters - Filthy/Gorgeous Vendégszereplő: Jill Clayburgh |     |                                                    |                  |                                 |                      |             |
| 20. | 7.  | Naomi Gaines (Naomi Gaines)                        | Craig Zisk       | Sean Jablonski                  | 2004. augusztus 3.   | 3,80 millió |
| Egy rejtélyes bűnöző, a Késes szedi áldozatait, akinek célja láthatólag a szép emberek elcsúfítása. Az egyikük műtétjéhez meghívják a médiát, csak hogy elkerüljék a kényes pert, amely előző páciensük, Bobbi Broderick fenyegetőzései hatására rájuk vár. Julia előtt nyilvánvalóvá válik, hogy Matt és Ava együtt vannak, mikor meghívja őt és fiát, Adriant hozzájuk vacsorára. A konfliktushelyzet miatt Matt is rájön arra, ki az ő igazi apja. Zene a műtőben: Duran Duran - Skin Trade Vendégszereplő: Leslie Bibb |     |                                                    |                  |                                 |                      |             |
| 21. | 8.  | Agatha Ripp (Agatha Ripp)                          | Michael M. Robin | Ryan Murphy                     | 2004. augusztus 10.  | 3,88 millió |
| A legújabb páciens testén sebek találhatóak, melyeket el szeretne távolíttatni, de úgy gondolja, hogy azok stigmák, mert nagyon emlékeztetnek Jézus kereszten szerzett sérüléseire. A józan ész az ellen szól, hogy ezeket ő csinálta volna, ugyanakkor a nő komoly problémákkal küzd, ezért Sean-ék számára sem egyértelmű, hogy mi történik. Liz végül úgy dönt, hogy abortuszra megy, és nem vállalja a gyermeket, amikor megtudja, hogy veszélyeztetett terhes. Julia övsömörtől kezd el szenvedni a bűntudata miatt, ezért végül bevallja Seannak, hogy nem ő Matt igazi apja. Zene a műtőben: The Rolling Stones - Sympathy for the Devil Vendégszereplő: Sarah Paulson |     |                                                    |                  |                                 |                      |             |
| 22. | 9.  | Rose és Raven Rosenberg (Rose and Raven Rosenberg) | Elodie Keene     | Ryan Murphy és Brad Falchuk     | 2004. augusztus 17.  | 3,45 millió |
| A McNamara/Troy vállalkozás válságba jut Matt származása miatt. Julia szállodába költözik, a két sebésznek pedig New Yorkba kell utaznia, mert már korábban elvállalták, hogy segédkeznek egy fejénél fogva összenőtt sziámi ikerpár szétválasztásában. Kényszerű együttműködésük során tanulják meg, hogy mennyire szükségük van a másikra – de csak azután, hogy egy prostituálttal töltenek egy éjszakát édeshármasban, akit Juliának szólítanak. Zene a műtőben: Léo Delibes - Flower Duet, Todd Rundgren - Can We Still Be Friends Vendégszereplők: Lori és Reba Schappell |     |                                                    |                  |                                 |                      |             |
| 23. | 10. | Kimber Henry (Kimber Henry)                        | Nelson McCormick | Jennifer Salt                   | 2004. augusztus 24.  | 3,73 millió |
| Egy író mellimplantátumokat szeretne magának, hogy impressziót szerezzen könyve megírásához, melyet mellrákos felesége miatt akar elkészíteni. Közben teljesen hidegen hagyják a felesége érzései ezzel kapcsolatosan. Kimber ismét felbukkan, aki ezúttal a pornóiparban tevékenykedik, és guminőket is forgalmaz. Elégedetlen a szexbábu nemi szervével, ezért úgy dönt, hogy a sajátját szabatja át. Sean, aki magányosan tölti az estéit, hazavisz egy figurát, és szeretkezik vele, majd később Kimberrel is összejön. Mikor ezt Julia megtudja, vissza akar vágni - elmegy egy szórakozóhelyre, ahol egy férfi, aki prostituáltnak nézi, fel akarja szedni őt, és Sean-nak kell megmentenie. Zene a műtőben: Johnny Cash - A Boy Named Sue |     |                                                    |                  |                                 |                      |             |
| 24. | 11. | Natasha Charles (Natasha Charles)                  | Greer Shephard   | Lyn Greene és Richard Levine    | 2004. augusztus 31.  | 4,30 millió |
| Miután Julia együtt látta Seant és Kimbert, úgy dönt, hogy megnagyobbíttatja a melleit. Ezzel Sean visszahódítása lenne a szándéka, de nem jár sikerrel. Megérkezik az anyja is, aki Christian és Sean segítségét kéri, mindhiába. Végül aztán Julia bevesz egy marék gyógyszert, és kábult állapotban átesik egy üvegajtón. Christian páciense egy vak üzletasszony, aki szembeültetést szeretne. Egy idő után a nő szavai hatására meglátja benne az igazi szépséget. Normális férfiként kezd el vele viselkedni, hogy meghódítsa, és ennek érdekében a randipartnereit is elüldözi. Zene a műtőben: Rickie Lee Jones - I'll Be Seeing You Vendégszereplő: Rebecca Gayheart |     |                                                    |                  |                                 |                      |             |
| 25. | 12. | Julia McNamara (Julia McNamara)                    | Michael M. Robin | Ryan Murphy és Hank Chilton     | 2004. szeptember 7.  | 4,15 millió |
| Juliát sürgősen meg kell műteni a megvágott arca miatt, és kérésére a mellimplantátumait is kiveszik. Altatásban Ava jelenik meg előtte, mint a halál angyala, aki megmutatja neki, milyen lehetett volna az élete, ha inkább Christian mellett marad. Ebben a világban ők ketten viszik a praxist, de a házaséletük borzasztó: Christian folyton más nőkkel fekszik le, és mivel Julia nem tud teherbe esni, Kimber viszont igen, ezért ott is hagyja őt. Kétségbeesetten menne Sean-hoz, aki itt Megan O'Hara férje és boldog házasok, ezért visszautasítja őt. Miután ebben a világban is átesik egy üvegajtón, és a műtét közben majdnem meghal, végül rádöbben, hogy a saját hibáit neki kell helyrehoznia. Zene a műtőben: The Go Go's - Our Lips Are Sealed, Carly Simon - Haven't Got Time For The Pain, Carly Simon - You're So Vain, The Rolling Stones - You Can't Always Get What You Want                                     |     |                                                    |                  |                                 |                      |             |
| 26. | 13. | Oona Wentworth (Oona Wentworth)                    | Scott Brazil     | Sean Jablonski és Jennifer Salt | 2004. szeptember 14. | 3,75 millió |
| Merrill Bobolit visszatér a városba, ahol illegálisan kezd el praktizálni, egy koreai műkörömszalon hátsó helyiségében. Egy új, saját keverékű szerrel, a Bobotox-szal házal, ráadásul altatógázfüggő, ami miatt sorra rontja el a műtéteit. Christian mindent megtesz azért, hogy bezárassa a boltot, és hogy segítsen Merrill függőségén. Vállalja a mentorálását, de egy alkalmat elmulaszt, aminek súlyos következményei lesznek. A gáz hatása alatt Merril megöli az egyik páciensét, majd le akarja vágni Christian arcát, ami miatt letartóztatják. Matt és Adrian összebalhéznak az iskolában, és utóbbi titkos drogkészlete miatt mindkét fiúra súlyos büntetés vár. Ava azt kéri, hogy Christian ingyen műtéttel próbálja megvesztegetni az igazgatót. Sean eltiltja Mattet Avától, amire az dühödten reagál. Zene a műtőben: Nikka Costa - Everybody Got Their Something, Village People - Key West Vendégszereplő: Brooks Almy |     |                                                    |                  |                                 |                      |             |
| 27. | 14. | Trudy Nye (Trudy Nye)                              | Elodie Keene     | Hank Chilton                    | 2004. szeptember 21. | 3,67 millió |
| Christian igyekszik beleavatkozni a Matt és Ava közti kapcsolatba a fegyelmi ügy miatt. Később kiderül, hogy Adrian lefeküdt Avával, és ráadásul örökbefogadták; mindemellett még szellemileg sérült. Matt ennek ellenére képtelen elhagyni Avát. Sean in flagranti kapja Kimbert és Christiant, aki kirúgja a vak barátnőjét, mert rájön, hogy akkor is egy romlott alak marad, hiába marad mellette. Legújabb páciensük egy nő, akinek évekkel ezelőtt gyermekgyilkosságért börtönbe zárt férje betörte az orrát, de csak most, szabadulása előtt hozatja rendbe. Zene a műtőben: Le D - Piano Mass No. 6, Neil Sedaka - Breaking Up Is Hard To Do Vendégszereplő: Lisa Waltz |     |                                                    |                  |                                 |                      |             |
| 28. | 15. | Sean McNamara (Sean McNamara)                      | Michael M. Robin | Brad Falchuk                    | 2004. szeptember 28. | 3,85 millió |
| Sean elkezd a Késes áldozataival foglalkozni, ezzel viszont magára vonja a támadó figyelmét, s ő is áldozat lesz. Egy atlantai sebész, Quentin Costa segít a helyreállító műtét során. Christiant teljesen letaglózza a hír, hogy Gina bejelenti: HIV-pozitív. Miközben amiatt aggódik, hogy hátha ő is fertőzött, felkeresi régi partnereit és Wilbert is, hogy megtudja, nem fertőzöttek-e. Kimber pornófilmeket kezd el rendezni, és elmondja Christiannek, hogy szereti őt és bármikor számíthat rá. Wilber vér szerinti apjának tanácsára Christian engedékenyebb lesz Ginával szemben. Zene a műtőben: Elbow - Lucky With Disease |     |                                                    |                  |                                 |                      |             |
| 29. | 16. | Joan Rivers (Joan Rivers)                          | Ryan Murphy      | Ryan Murphy                     | 2004. október 5.     | 5,22 millió |
| Ava és Matt meg akarnak szökni Párizsba. Matt lebukik, amikor gyógyszereket akar lopni Seantól, így Christian megpróbálja megállítani őket. Kutakodása során felfedezi Ava szörnyű múltját: ő igazából férfinak született, akit valamikor egy plasztikai sebész alakított át nővé, mint a mesterművét. Ezt megtudva Sean, Julia, és Christian együttes erővel választják el Mattet Avától. Sean látomásában megjelenik Escobar, aki arra bírja rá, hogy szálljon szembe a Késessel. Joan Rivers, az ismert komikus azért jön a klinikára, hogy csinálják vissza az összes plasztikai műtétjét. Időközben a Késes újra megjelenik és megtámadja Christiant, akit meg is erőszakol. Zene a műtőben: Tangerine D - Concierto de Aranjuez, Art Garfunkel - All I Know Vendégszereplő: Joan Rivers |     |                                                    |                  |                                 |                      |             |

## Harmadik évad (2005)
| Sor. | Év. | Cím                                          | Rendező          | Író                             | Premier                                | Nézettség   |
| --- | --- | -------------------------------------------- | ---------------- | ------------------------------- | -------------------------------------- | ----------- |
| 30. | 1.  | Boone mama (Momma Boone)                     | Elodie Keene     | Ryan Murphy                     | 2005. szeptember 20. 2006. február 24. | 5,29 millió |
| Sean helyett Christiant támadja meg a Késes. Megvágja a nyakát és meg is erőszakolja. A lelki sebek azonban sokkal súlyosabbak, így a felépülése idejére a McNamara/Troynál régi-új munkatárs kezd el dolgozni: Quentin Costa. Christian megkéri Kimber kezét, aki nemet mond, Sean pedig végre igent mond a Juliával történő válására. Eközben a helyi rendőrök Sean segítségét kérik egy nő megműtéséhez, aki valósággal összenőtt a kanapéjával. Kit McGraw nyomozó, aki a Késes ügyében nyomozik, elkezdi Christiant zaklatni a támadás körülményeivel kapcsolatban, majd le is fekszik vele, végül édeshármasban töltik a délutánt Kimberrel - Christian felépül a lelki bajokból. Zene a műtőben: Stealers Wheel - Stuck in the Middle With You, Elbow - Any Day Now Vendégszereplő: Kathy Lamkin |     |                                              |                  |                                 |                                        |             |
| 31. | 2.  | Kiki (Kiki)                                  | Elodie Keene     | Lyn Greene és Richard Levine    | 2005. szeptember 27. 2006. március 3.  | 3,91 millió |
| Quentin megkezdi munkáját a klinikán, annak ellenére, hogy Christian makacsul ellenzi ezt. Matt megtalálja Adrian holttestét, majd szembesül azzal, hogy Ava férfi. Ennek hatására összezavarodik - leborotválja a haját, és azt hiszi, hogy a transszexuálisokra gerjed. Egy melegbárba látogat, ahol összejön Cherry Peck-kel, de végül brutálisan bántalmazza őt, mikor rájön, hogy nem végeztetett el nemátalakító műtétet - válaszul a barátnőivel együtt megkeresik és helybenhagyják. Christian és Liz elvállalják, hogy megműtenek egy gorillát, miközben Sean egy egykori kartelltag gyilkos tetoválásait távolítja el, hogy az új életet kezdhessen. Zene a műtőben: Smokey Robinson & The Miracles - The Tracks of My Tears |     |                                              |                  |                                 |                                        |             |
| 32. | 3.  | Derek, Alex, és Gary (Derek, Alex, and Gary) | Craig Zisk       | Brad Falchuk                    | 2005. október 4. 2006. március 10.     | 3,89 millió |
| Sean és Julia ténylegesen is elválnak. Egy szívességi alapon elvégzett műtétért cserébe (két egyetemista egy harmadik farpofájához ragasztotta magát) az egyetemista fiatalok elhívják Quentint és Seant egy buliba, ahol Sean szembesül Quentin biszexualitásával. A kínos tapasztalatot követő este Sean és Julia szeretkeznek. Mindeközben Christian is azon van, hogy a Kimberrel és Kittel való szerelmi háromszögét valahogy feloldja, ezért bevonja negyediknek Quentint is; ám ő is megtudja, hogy Quentin biszex. Christian dobja Kitet, viszont Quentin perrel fenyegetőzik arra az esetre, ha a szexualitásán élcelődnének. Mattet megműtik a sérülései miatt, és meggyűlöli Seant és Juliát, majd Christiant is, amikor megtudja, hogy az lefeküdt Avával. Miközben próbálná vele rendezni a helyzetet, Sean indulatból leüti a fiát. Zene a műtőben: Elvis Presley - Stuck on You, Lionel Richie - Stuck On You Vendégszereplők: Adam Henderson, Aaron Moody, Graham Miller |     |                                              |                  |                                 |                                        |             |
| 33. | 4.  | Rhea Reynolds (Rhea Reynolds)                | Greer Shephard   | Jennifer Salt                   | 2005. október 11. 2006. március 17.    | 3,42 millió |
| Egy idős hölgy érkezik a sebészekhez. Azt kéri Seantól, hogy fiatalítsa meg, hogy ezáltal visszakaphassa Alzheimer-kórban szenvedő férjét. Matt és Sean viszonya annyira elhidegül, hogy a fiú távoltartási nyilatkozatot szerez ellene a bíróságon. Ez viszont más módon is hatással van a család életére, mert megérkeznek a gyermekvédelmisek is. Christian legújabb páciense ránézésre a Késes egyik áldozata, ám felfedezi, hogy a nő magának okozta sebeit. A műtét közben valamiért nem hat az altatógáz, ezért ébren marad, de mozdulatlanul, és érez minden fájdalmat. Be akarja perelni a sebészeket, ám a Késes előbb éri őt utol és végez vele. Zene a műtőben: Susan Lainey - Those Were the Days, Sia - Numb Vendégszereplő: Tara Buck |     |                                              |                  |                                 |                                        |             |
| 34. | 5.  | Granville Trapp (Granville Trapp)            | Jeremy Podeswa   | Sean Jablonski                  | 2005. október 18. 2006. március 24.    | 3,84 millió |
| A tetthelyen találtak és a korábbi nyomozásának eredményei alapján Kit úgy véli, hogy Christian a Késes, ezért letartóztatják. A sorban előkerülő bizonyítékok miatt mindenki, végül még Sean is kételkedni kezd az ártatlanságában. Kit még Christian anyját is előkeríti, akiről úgy tudta, hogy meghalt, és megtudja tőle, hogy azért mondtak le róla gyerekként, mert nemi erőszakból fogant. Christiannek sikerül elérnie, hogy a Késes újra támadjon, ezáltal bebizonyosodik az ártatlansága, ám épp Kit lesz a következő áldozat. Sean páciense egy AIDS-es homoszexuális férfi, aki újra szép akar lenni, hogy ne legyen a társadalom számkivetettje. Zene a műtőben: Oscar Brown - Brother Where Are You Vendégszereplő: Erik Passoja |     |                                              |                  |                                 |                                        |             |
| 35. | 6.  | Frankenlaura (Frankenlaura)                  | Michael M. Robin | Hank Chilton                    | 2005. október 25. 2006. március 31.    | 3,54 millió |
| Sean és Christian bizarr átültető műtétbe fognak, hogy pénzt szerezzenek csődközeli vállalkozásukhoz: egy elmebeteg plasztikai sebész által több emberből összevart női test fejének a gazdáját kell megtalálniuk. Addig is, hogy jobban menjen a bolt, Sean egy idősek otthonában reklámozza a sebészetet. Mikor a sebész megvallja neki, hogy a fej valójában a húgáé, és azt szeretné, ha megőrizné neki azt, amíg ki nem szabadul, Sean átértékeli az egész életét és úgy dönt, kilép. A pénzhiány miatt Christian nem tudja tovább finanszírozni Gina lakhatását, ezért Gina és Julia új vállalkozásba fognak: a De La Mare szépészeti klinikába. Nem sokkal később csatlakozik hozzájuk Liz is. Zene a mútőben: Donovan - Season of the Witch, Radiohead - Everything in Its Right Place, Sufjan Stevens - John Wayne Gacy, Jr. Vendégszereplő: Valentin Siroon, Raphael Sbarge |     |                                              |                  |                                 |                                        |             |
| 36. | 7.  | Ben White (Ben White)                        | Jeremy Podeswa   | Lyn Greene és Richard Levine    | 2005. november 1. 2006. április 7.     | 3,33 millió |
| Sean elhagyja a McNamara/Troyt, és az FBI-nál kezd dolgozni a tanúvédelmi program keretein belül. Itt ismerkedik meg egy nővel és fiával, akikkel a tiltás ellenére is közeli viszonyba kerül. Christian és Quentin komoly dilemmába keverednek amiatt, hogy amputáljanak-e vagy sem egy egészséges lábat. Tulajdonosa ugyanis olyan pszichés betegségben szenved, mely miatt idegen testnek érzi saját lábát. Julia és Gina "titkos" alapanyagból készült szépségápoló terméke sikeres lesz, ráadásul Joan Rivers is besegít nekik a forgalmazásban. Christian megkéri Kimber kezét, másodszor, sikerrel. Zene a műtőben: James S. Levine - Instrumental/Score Vendégszereplő: John Billingsley |     |                                              |                  |                                 |                                        |             |
| 37. | 8.  | Tommy Bolton (Tommy Bolton)                  | Guy Ferland      | Brad Falchuk                    | 2005. november 8. 2006. április 14.    | 3,42 millió |
| Christian és Quentin egy Down-szindrómás páciens műtétét vállalja el. Quentin úgy dönt, hogy pénz reményében elmegy a De La Mare-ba megállapodást kötni, és ennek során közeli viszonyba kerül Juliával. Christian szeretné elveszettnek hitt családját visszakapni, ezért úgy dönt, megkeresi az anyját. Sean a házában rejtegeti a tanúvédelmi program két kiszemeltjét, akikről érdekes dolgok derülnek ki. Zene a műtőben: Sly & The Family Stone - Family Affair Vendégszereplő: Blair Williamson |     |                                              |                  |                                 |                                        |             |
| 38. | 9.  | Hannah Tedesco (Hannah Tedesco)              | Michael M. Robin | Sean Jablonski                  | 2005. november 15. 2006. április 21.   | 2,83 millió |
| Christian és Quentin olyan műtétre kapnak felkérést, amely megváltoztathatja szakmájuk eddigi megítélését: arcátültetésre vállalkoznak. Ez azonban rendkívül kényes procedúra, így Christian Sean segítségét kéri. Ő azonban együtt akar maradni a két védencével, és csatlakozna a tanúvédelmi programhoz. Később azonban rájön, hogy nem tudna mindent örökre maga mögött hagyni, és visszatér. Christian új páciense Kimberre szeretne hasonlítani, mert férje csak a Kimber-szexbábuval hajlandó szeretkezni. Emiatt Christian a jegyességet ahhoz a feltételhez köti, hogy Kimbernek ki kell szállnia a szexiparból. Zene a műtőben: Pole Folder - Faith in Me, Motorcycle - As the Rush Comes |     |                                              |                  |                                 |                                        |             |
| 39. | 10. | Madison Berg (Madison Berg)                  | Greg Yaitanes    | Jennifer Salt                   | 2005. november 22. 2006. április 28.   | 2,93 millió |
| Christian és Kimber az esküvőjüket tervezgetik, azonban egy házassági szerződési tervezet beárnyékolja a készülődést. Aztán a menyasszony az utolsó pillanatban eltűnik, Christian pedig hoppon marad az oltár előtt. Matt összejön egy szélsőjobboldali eszméket valló lánnyal, Ariellel, és a tőle átvett viselkedése szembefordítja Seannal és Christiannel is. Zene a műtőben: Ani DiFranco - Wishin’ and Hopin' Vendégszereplő: Hallee Hirsh |     |                                              |                  |                                 |                                        |             |
| 40. | 11. | Abby Mays (Abby Mays)                        | Michael M. Robin | Hank Chilton                    | 2005. november 29. 2006. május 5.      | 3,48 millió |
| Sean és Quentin összezördülnek Julia miatt. Miután azonban Sean rajtakapja Quentint, ahogy egyik férfi páciensükkel szeretkezik, megfenyegeti. Végül kompromisszumos megoldásként elmegy, de a De La Mere-nél kezd el dolgozni. Christian teljesen összetörik Kimber miatt, és ez arra viszi rá, hogy különös viszonyba kezdjen aktuális páciensével. Később kiderül, hogy Kimbert a Késes rabolta el. Zene a műtőben: Queen - Fat Bottomed Girls, Frankie Goes to Hollywood - War Vendégszereplő: Rebecca Metz |     |                                              |                  |                                 |                                        |             |
| 41. | 12. | Sal Perri (Sal Perri)                        | David Nutter     | Lyn Greene és Richard Levine    | 2005. december 6. 2006. május 12.      | 3,00 millió |
| Lezuhan egy repülőgép Miami határában. Míg Sean, Christian, és Liz életeket mentenek, addig Julia az áldozatok között keresi saját édesanyját, mert csúnyán összevesztek, és alaposan feltételezhető, hogy a repülőn volt. Ám végül kiderül, hogy édesanyjának semmi baja. Közben Seannak amputálnia kell az egyik áldozat karját. Vendégszewreplő: Louis Mustillo |     |                                              |                  |                                 |                                        |             |
| 42. | 13. | Joy Kringle (Joy Kringle)                    | Greer Shephard   | Sean Jablonski és Jennifer Salt | 2005. december 13. 2006. május 19.     | 3,30 millió |
| Egy áruházi Mikulás felesége zsírleszívásra érkezik, amikor kiderül, hogy egy megkövesedett magzat van a testében. Julia észreveszi magán, hogy terhes. Mivel Quentin soha nem ért hozzá úgy, ezért az apa csak Sean lehet. Ariel rájön, hogy tizenhatodrészt afroamerikai származású, ezért teljesen becsavarodik. Meg akarja változtatni a külsejét, amit Matt ellenez, ezért végül szakítanak. Zene a műtőben: Händel - Messiás Vendégszereplő: Elizabeth Ruscio |     |                                              |                  |                                 |                                        |             |
| 43. | 14. | Cherry Peck (Cherry Peck (1))                | Craig Zisk       | Brad Falchuk és Hank Chilton    | 2005. december 20. 2006. május 26.     | 5,68 millió |
| Quentin Costa gyanúsítottá válik a Késes-ügyben, ezért Kit kihallgatja. Hamarosan azonban rájönnek, hogy nem lehetett ő a tettes, ugyanis genetikai okokból kifolyólag nincs is pénisze. Megtalálják Kimbert, borzalmasan elcsúfítva, és bár Christian helyreállítja, úgy tűnik, semmi nem lesz a régi többé, mert már nem akar semmit Christiantől. Matt a plasztikai sebészeten újra találkozik Cherryvel, akit összevert. Az eleinte megzsarolja, hogy végezzen ingyenes műtéteket rajtuk az apja, különben feljelenti a rendőrségen. De később aztán bocsánatot kér tőle és összebarátkoznak. Ezt Ariel apja igencsak rossz szemmel nézi. Vendégszereplő: Willam Belli |     |                                              |                  |                                 |                                        |             |
| 44. | 15. | Quentin Costa (Quentin Costa (2))            | Ryan Murphy      | Ryan Murphy                     | 2005. december 20. 2006. június 2.     | 5,68 millió |
| Végre fény derül a Késes valódi kilétére, azaz inkább a kilétükre. Kiderül, hogy Quentin és Kit testvérek, akik vérfertőző viszonyból származnak, és ők ketten személyesítették meg az elkövetőt. Miközben a lelepleződött Quentin foglyul ejti Seant és Christiant, arra kényszeríti őket, hogy vágják le saját kezüket, mivel ez kell a munkájukhoz. Eközben Ariel apja elrabolja Mattet és Cherryt, és kasztrációra kényszeríti őket a pincéjükben. Mr. Aldermant lelövik, Quentin és Kit pedig elmenekülnek, hogy a világ másik felén folytassák, amit Miamiban elkezdtek. Zene a műtőben: Gotan Project - Santa Maria |     |                                              |                  |                                 |                                        |             |

## Negyedik évad (2006)
| Sor. | Év. | Cím                                         | Rendező          | Író                            | Premier                                | Nézettség                  |
| --- | --- | ------------------------------------------- | ---------------- | ------------------------------ | -------------------------------------- | -------------------------- |
| 45. | 1.  | Cindy Plumb (Cindy Plumb)                   | Ryan Murphy      | Ryan Murphy                    | 2006. szeptember 5. 2007. március 5.   | 4,86 millió                |
| Sean és Christian együtt ünneplik az ötezredik közös műtétjüket. Egy ötvenéves telefonszex-operátor szeretné, ha a hangja fiatalosabbnak hatna. Christian pszichológushoz kezd el járni, hogy megértse, mi a baj a kapcsolataival. Faith Wolper doktornő szerint tudat alatt szerelmes Seanba, emiatt Christian furcsán kezd el viselkedni. Egy idős üzletember érkezik, hogy nagyobb hereimplantátumokat kapjon: Burt Landau, és felesége, Michelle később megveszik a McNamara/Troyt. Sean és Julia megtudják, hogy születendő gyermekük ektrodaktíliában szenved: ujjai nem fejlődnek ki teljesen. Zene a műtőben: A Taste of Honey - Boogie Oogie Oogie, Hot Chocolate - You Sexy Thing, Gotan Project - Diferente Vendégszereplő: Kathleen Turner |     |                                             |                  |                                |                                        |                            |
| 46. | 2.  | Blu Mondae (Blu Mondae)                     | Michael M. Robin | Lyn Greene és Richard Levine   | 2006. szeptember 12. 2007. március 12. | 3,86 millió                |
| Egy idős férfi kitartott fiúszeretőjén szeretne műtétet elvégeztetni, ami ismételten zavarba hozza Christiant. A srácot elviszi egy sztriptízbárba, ahol egy ingyenes műtétért cserébe ráveszi az egyik táncosnőt, hogy töltse vele az éjszakát. Az ingyenmunka nem tetszik Michelle-nek. Sean egy születési rendellenességgel született embernek szeretne segíteni. Matt és Kimber összebarátkoznak a konditeremben, és ennek köszönhetően Matt szcientológus lesz. Ennek viszont nem örülnek a szülők. Liz véletlenül szemtanúja lesz annak, hogy Michelle intim helyzetbe kerül egy idősebb nővel a parkolóházban. Vendégszereplő: Angela Little |     |                                             |                  |                                |                                        |                            |
| 47. | 3.  | Monica Wilder (Monica Wilder)               | Elodie Keene     | Brad Falchuk                   | 2006. szeptember 19. 2007. március 19. | 3,45 millió                |
| Felkerül az internetre egy szexvideó Christianről, aki amiatt aggódik, hogy az elhízott hátsó felén nevet mindenki. Mivel Sean nem hajlandó megműteni, ezért konditerembe kezd el járni, ahol észreveszi, hogy jár oda egy nála jobban kinéző plasztikai sebész is, Mike Hamoui, aki elvállalja a munkát. Nem sokkal később összefut ugyanitt Mattel is, aki a szcientológia miatt teljesen elhidegült tőle. Julia és Sean bébiszittert keresnek gyermekük mellé. Monica ideális választás lehetne, de Sean hirtelen felindulásból vele tölti az estét, ami miatt bűntudata lesz. Egy törpenövésű férfi bébiszittert, Marlowe-t veszik fel helyette. Liz felfedi Michelle előtt, hogy látta őt az ismeretlen nővel, ami miatt ki akarja rúgni. Zene a műtőben: Oasis - Wonderwall Vendégszereplő: Jennifer Hall |     |                                             |                  |                                |                                        |                            |
| 48. | 4.  | Shari Noble (Shari Noble)                   | Nelson McCormick | Jennifer Salt                  | 2006. szeptember 26. 2007. március 26. | 3,92 millió                |
| A McNamara/Troy legújabb páciense egy nő, akinek a mellbimbóját különös körülmények közt harapta le a kutyája. Christian megpróbálja megkörnyékezni Michelle-t, eleinte nem sok sikerrel. Monica ismét megjelenik, és azt kéri Seantól, hogy menjen fel hozzá. Vívódva bár, de megteszi, ám a marihuánás sütemény hatására megjelenik előtte Escobar és Megan, mint énjének két fele, s a bűntudattól vezérelve inkább hazamegy. Juliának gondjai vannak a szoptatással, amin Marlowe segít. Lizt egy leszbikus bárban átverik, s a szervkereskedő maffia áldozata lesz: kivágják a fél veséjét. Zene a műtőben: Gotan Project - Domingo, Bittersweet - The Mating Game, The Stories - Brother Louie Vendégszereplő: Melissa Gilbert |     |                                             |                  |                                |                                        |                            |
| 49. | 5.  | Dawn Budge (Dawn Budge)                     | Elodie Keene     | Hank Chilton                   | 2006. október 3. 2007. április 2.      | 3,34 millió                |
| Egy friss lottónyertes nő, Dawn Budge zsírleszívást szeretne magának, férjének pénisznagyobbítást, és mellimplantátumokat a lányának. Miután a kapcsolata véget ér, mert együtt látja lányát a második férjével, úgy dönt, Miamiban marad, és ezzel jó szolgálatot tesz Christiannek. Őt ugyanis megzsarolja James, hogy fizessen neki részletekben félmilliót Michelle szabadságáért (aki korábban a szexrabszolgája volt), különben Burt megtudja, hogy viszonyuk van. Sean megkéri Julia kezét. Matt elköltözik otthonról, miután a szülei eltiltják a szcientológiától. Zene a műtőben: The Flying Lizards - Money (That's What I Want) |     |                                             |                  |                                |                                        |                            |
| 50. | 6.  | Dr. Faith Wolper (Faith Wolper, Ph.D)       | Sean Jablonski   | Sean Jablonski                 | 2006. október 10. 2007. április 9.     | 3,55 millió                |
| Christiannek homoszexuális töltetű álma volt Seannal, de hamarosan kiderül számára, hogy mindez talán Michelle miatt van. A terapeuta Faith Wolper el akarja távolítani egyik tetoválását, melyre egy férfi neve van írva, de később másikat szerez: Christianét. Christian és Michelle nagy bajba kerülnek, mikor Burt felfedezi kapcsolatukat. Az idős vállalkozó arra kényszeríti őket, hogy előtte szeretkezzenek, különben bezárhatják a boltot. Sean újra szembesülni kénytelen Escobar Gallardo víziójával, mivel Monica megfenyegeti, hogy azt mondja a rendőrségen, hogy megerőszakolta őt. Egy sajnálatos baleset azonban minden gondját megoldja: a nőt halálra gázolja a busz. Zene a műtőben: Village People - Macho Man, The Rolling Stones - As Tears Go By |     |                                             |                  |                                |                                        |                            |
| 51. | 7.  | Burt Landau (Burt Landau)                   | Charles Haid     | Brad Falchuk                   | 2006. október 17. 2007. április 16.    | 3,98 millió                |
| Christian és Burt között elmérgesedik a viszony Michelle miatt. Ám mivel az idős ember szex előtt Viagrát vett be, amit nem lett volna szabad, stroke-ot kap, s emiatt ő lesz a következő páciens. Liz vesedonort keres. Sean potenciálisan megfelelne a célra, ám nem akarja odaadni, mert közelít Conor műtétje, és emiatt nem szeretne lábadozni. Matt is felajánlja az övét, ám végül egészen máshonnan érkezik meg az új szerv: Dawn Budge-tól. Christian részegen lefekszik Kimberrel, akit megaláz, ezért válaszul Mattel kezd viszonyt. Zene a műtőben: Don McLean - Vincent |     |                                             |                  |                                |                                        |                            |
| 52. | 8.  | Conor McNamara (Conor McNamara)             | Patrick McKee    | Jennifer Salt és Hank Chilton  | 2006. október 24. 2007. április 23.    | 3,26 millió                |
| Julia és Marlowe igyekeznek elhalasztatni Conor műtétjét, miután utánanéznek a kockázatoknak: idősebb korban depressziót és szorongást okoznak az ilyen beavatkozások. Sean felfed egy titkot a múltjából Juliának, amely mindjárt megmagyarázza, miért akarta mindenáron a pici műtétjét: nyúlszája volt, ami miatt a családja is felbomlott. Az első műtétre sor kerül, és az egyik kezét meg is csinálják. Julia és Marlowe nagyon közel kerülnek egymáshoz. A haldokló Mrs. Grubman még egy utolsó műtétet szeretne, de már csak halála után, és azt kívánja, hogy azt Christian végezze el. Emellett meglepetésként éri őt a tény, hogy a végrendeletben létrejött Grubman Alapítvány kurátorának őt nevezte ki. A szervezet célja azok megsegítése, akiknek nincs pénze létfontosságú műtétek elvégeztetésére. Zene a műtőben: Burt Bacharach - This Girl's In Love With You, George Michael - Jesus to a Child Vendégszereplő: Spencer Roberts                               |     |                                             |                  |                                |                                        |                            |
| 53. | 9.  | Liz Cruz (Liz Cruz)                         | Richard Levine   | Lyn Greene és Richard Levine   | 2006. október 31. 2007. április 30.    | 3,27 millió                |
| Lizt új barátnője, Poppy rábírja arra, amit ő egyébként soha nem szeretett volna: elvégeztet magán néhány kisebb plasztikai műtétet. Jamest megfenyegeti a szervkereskedő maffia, így hát sürgősen szereznie kellene valahonnan egy vesét. Christiant szemelte ki erre a célra, de Michelle máshonnét szerez neki egyet: a halott Burttől. Marlowe szeretné, hogy meghosszabbítsák a lábát, hogy együtt lehessen azzal, akit szeret: Juliával. Zene a műtőben: Billy Joel - Just the Way You Are |     |                                             |                  |                                |                                        |                            |
| 54. | 10. | Merrill Bobolit (Merrill Bobolit)           | Charles Haid     | Sean Jablonski és Brad Falchuk | 2006. november 7.                      | 3,91 millió 2007. május 7. |
| Merrill Bobolit visszatér, és néhány fontos információval szolgál Seannak és Christiannek. Eszerint meg kell műteniük az őket ismételten megfenyegető Escobar Gallardót. Ha nem állítják helyre a bűnöző régi arcát, akkor a rendőrök megtudják, mi történt annak idején Silvio Perezzel. Sajnos azonban Escobar műtét után megszökik a sebészetről, de hálája jeléül eltünteti a terhelő bizonyítékot: végez Silvio Perez testvérével. Sean és Marlowe között feszült lesz a viszony, miután rájön, hogy Julia megcsalta vele. Matt és Kimber bejelentik, hogy gyermeket várnak. Christian feltételezi, hogy ő az apja, ezért Kimber mellműtétje közben DNS-mintát vesz, ám csalódnia kell. Sean bevallja Juliának, hogy félrelépett Monicával. Zene a műtőben: Bobby McFerrin - Don't Worry Be Happy, Bee Gees - How Deep Is Your Love, Frankie Goes to Hollywood - Relax |     |                                             |                  |                                |                                        |                            |
| 55. | 11. | Conor McNamara, 2026 (Conor McNamara, 2026) | Craig Zisk       | Ryan Murphy                    | 2006. november 14. 2007. május 14.     | 3,47 millió                |
| Hurrikán közelít Miami felé, és mindenkinek el kell hagynia a területet. Julia úgy dönt, hogy saját biztonságuk érdekében, és mert a házasságuk Seannal véglegesen tönkrement, New Yorkba megy Annie-vel és Conorral. Ebben az epizódban egy képzeletbeli előretekintést láthatunk a húsz évvel későbbi jövőbe, ahol a tinédzser Conor McNamara egy pszichiáternek beszél családja gondjairól, és másik, még megműtetlen keze miatt adódó gondjairól. Mivel a jövőben Matt is plasztikai sebész lesz, így ő végzi a műtétet, Sean és Christian asszisztálásával. Zene a műtőben: Antonín Dvořák - Csellókoncert Vendégszereplő: Stark Sands |     |                                             |                  |                                |                                        |                            |
| 56. | 12. | Diana Lubey (Diana Lubey)                   | Charles Haid     | Sean Jablonski                 | 2006. november 21. 2007. május 21.     | 3,30 millió                |
| Egy páciens egy férfi hamvait szeretné beépíttetni saját mellimplantátumaiba, akiről azt állítja, hogy a volt férje. Hamarosan azonban kiderül, hogy ő igazából a férfi szeretője, a bosszúszomjas nej pedig felbukkan a lábadozóban. A lelkileg teljesen kikészült Sean, hogy megnyugodjon, beszél Faith Wolperrel, aki elmeséli neki Christian szexuális identitás-zavarát is. Christian megkéri Michelle kezét, de ő előbb együtt szeretne vele élni egy darabig. A régi lakását így eladja Mike Hamoui-nak, melyben még utoljára megjelennek azoknak a nőknek a szellemei, akiket Christian felvitt oda. Zene a műtőben: Marcel Mouloudji - Un Jour Tu Verras, Pink Martini - Que Será Será Vendégszereplő: Catherine Deneuve |     |                                             |                  |                                |                                        |                            |
| 57. | 13. | Füves (Reefer)                              | Lyn Greene       | Lyn Greene és Richard Levine   | 2006. november 28. 2007. május 28.     | 3,02 millió                |
| A depressziós Sean ivászatra adja a fejét az ünnepek alatt, miután senki nem tölti vele a karácsonyt. Egy hajléktalan férfi, Füves próbálja őt visszarángatni az életbe. A tetejébe Escobar Gallardo egy különleges ajándékot küld a cégnek: sonkát. Christian visszanyeri a felügyeletet Wilber felett, miután a szülei meghalnak. Liz és barátnője áruházi manókként dolgoznak, és Seant szeretnék megnyerni Mikulásnak, miután a régit egy bosszúszomjas feleség felgyújtotta a kandallóban. Ez azonban, Sean italos állapota miatt, nem sül el túlságosan jól. Jamest ismét megfenyegeti a szervmaffia, így szenteste a klinikán éjszakázó Füvest kábítja el és öli meg, hogy megszerezze a szerveit. Arra kényszeríti Michelle-t, hogy segítsen eltüntetni a holttestet, ezért Christian és Wilber Seannal töltik az estét. Zene a műtőben: Stephen Metcalf - Joy to the World, Eartha Kitt - Santa Baby Vendégszereplő: Charles Haid                                          |     |                                             |                  |                                |                                        |                            |
| 58. | 14. | Willy Ward (Willy Ward)                     | Michael M. Robin | Jennifer Salt                  | 2006. december 5. 2007. június 4.      | 2,84 millió                |
| Christian és Michelle örökbe akarják fogadni Wilbert, de Gina közbelép. Végül azonban ő maga látja be, hogy nem lenne túl jó anyja a gyereknek. Matt és Kimber fel akarják pezsdíteni szexuális életüket, ezért pornófilmforgatást szerveznek. Sajnos a videó kikerül az internetre, ami miatt a szcientológiai egyházzal is összerúgják a port. Sean úgy érzi legújabb páciense által, aki egy rögeszmés hasbeszélő, hogy ő csak Christian bábja, aki mögött ő mindig a háttérbe szorult. Ezért úgy határoz, hogy eladja az üzletrészét Christiannek és Michelle-nek, és elhagyja a várost. Liz és Poppy szakítanak. James szemet vet Wilber veséire, de Michelle közbelépése miatt öngyilkos lesz. A szörnyűségek azonban nem érnek véget: kiderül, hogy Escobar áll a hálózat mögött, aki most Michelle-t kényszeríti arra, hogy a hálózat feje legyen. Zene a műtőben: The Fifth Dimension - Up, Up and Away, James & Bobby Purify - I'm Your Puppet Vendégszereplő: Ronn Lucas |     |                                             |                  |                                |                                        |                            |
| 59. | 15. | Gala Gallardo (Gala Gallardo)               | Ryan Murphy      | Ryan Murphy és Hank Chilton    | 2006. december 12. 2007. június 11.    | 3,38 millió                |
| Sean eladja a házat, és Los Angelesbe költözik, ahol állítása szerint már várja őt egy orvoscsapat. A váratlanul felbukkanó Escobar azt akarja, hogy végezzenek el egy mellműtétet a feleségén, akire rárámadt egy rivális banda. Michelle felfedi Christian előtt titkos életét, aminek következtében Christian szakít vele. Liz fegyvert fog Escobarra, hogy bosszút álljon rajta, de végül egész másvalaki lövi le a drogdílert: a neje. Christian úgy dönt, hogy ő sem marad Miamiban, hanem Sean után megy Los Angelesbe. Mivel a jelek szerint egyikőjük sem megy túl sokra az új városban, úgy határoznak, hogy újra megalapítják a McNamara/Troyt. Zene a műtőben: The Submarines - The Good Night, Kool & the Gang - Hollywood Swinging Vendégszereplő: Idalis DeLeon |     |                                             |                  |                                |                                        |                            |

## Ötödik évad (2007-2009)
| Sor. | Év. | Cím                                                                      | Rendező            | Író                          | Premier                               | Nézettség   |
| --- | --- | ------------------------------------------------------------------------ | ------------------ | ---------------------------- | ------------------------------------- | ----------- |
| 60. | 1.  | Carly Summers (Carly Summers)                                            | Charles Haid       | Ryan Murphy                  | 2007. október 30. 2008. június 2.     | 4,34 millió |
| A McNamara/Troy újrakezdi Los Angelesben, ám rá kell, hogy jöjjenek, hogy ők csak kis halak egy cápákkal teli akváriumban. Mivel két hónapig egyetlen ügyfelük sem érkezik, úgy határoznak, megpróbálnak emberekre vadászni. Egy éjszakai bárban megismerkednek egy jól menő hollywoodi producerrel, aki beajánlja őket a Szívek és szikék című tévésorozat producerének. Kettejük közül azonban csak Sean lesz az, aki színészként szerepelhet. Christian felszedi a legújabb páciensét, akinek problémái vannak a testével. Sean páciense egy menedzser, akinek a testén egy domina ejtett sebeket - és aki a rendelőbe is visszatér. Zene a mútőben: Nazareth - Love Hurts Vendégszereplő: Daphne Zuniga |     |                                                                          |                    |                              |                                       |             |
| 61. | 2.  | Joyce és Sharon Monroe (Joyce & Sharon Monroe)                           | Charles Haid       | Ryan Murphy                  | 2007. november 6. 2008. június 9.     | 3,33 millió |
| Christian féltékeny lesz Seanra, amiért a páciensek őt választják helyette a népszerűsége miatt. Rivalizálásuk két Marylin Monroe-imitátor megműtésében is kicsúcsosodik. Christian a tanácsadója hatására egy női magazin számára készíttet magáról aktképeket, hogy bevonzza a női ügyfeleket, de csak melegeket sikerül. Sean a Szívek és szikék forgatásán randevúzgatni kezd az egyik színésznővel, Kate-tel, aki retteg attól, hogy egy napon meztelenkednie kell a tévében, a csúnya teste miatt. Julia Los Angelesbe érkezik, és bemutatja az új szerelmét: Oliviát, aki leszbikus. Zene a műtőben: Marilyn Monroe - I Wanna Be Loved by You, The Police - Can't Stand Losing You Vendégszereplők: Susan Griffiths, Merilee Brasch |     |                                                                          |                    |                              |                                       |             |
| 62. | 3.  | Everett Poe (Everett Poe)                                                | Richard Levine     | Lyn Greene és Richard Levine | 2007. november 13. 2008. június 16.   | 3,56 millió |
| Liz gyanakodni kezd, hogy Julia talán nem is leszbikus. Christian sem hiszi ezt, ezért lefekszik Juliával, de aztán kiderül, hogy ő ezt szándékosan akarta, hogy ne legyenek feszültségek közte és Olivia között. Annie Seanhoz szeretne költözni. Seannak kellemetlenséget okoz a randevúja, különösen a bulimiája. Egy Eden nevű fiatal lány szűzhártyaplasztikára érkezik Seanhoz, akiről kiderül, hogy Olivia lánya. Ráadásul nyíltan kikezd Seannal. Christian, hogy pénzre tegyen szert, hímprostituáltnak áll. Matt a városba érkezik, és elpanaszolja, hogy egyedül van a lányával, egy árva fillér nélkül. Ez azonban nem teljesen igaz: valójában Kimber is vele van, és a gyerekük, Jenna elhanyagolása mellett kábítószereznek. Zene a műtőben: The Waitresses - I Know What Boys Like Vendégszereplő: Michael Des Barres                                                                                          |     |                                                                          |                    |                              |                                       |             |
| 63. | 4.  | Dawn Budge II (Dawn Budge II)                                            | Charles Haid       | Jennifer Salt                | 2007. november 20. 2008. június 23.   | 3,21 millió |
| Christian mellékállása zavaró következményekkel jár, amikor egy kuncsaftja beteges dologra kéri meg: hipotermiás állapotban akar vele szeretkezni. A tetejébe még egy apáca is érkezik hozzá, aki mellkisebbítő műtétet szeretne. Dawn Budge visszatér a sebészetre, siklórepülés közben ugyanis az arcának repült egy sas, és elcsúfította. Arra azonban nem számított, hogy a szerelem is rátalál. Méghozzá a Szívek és szikék stúdiójában, ahová kártérítés gyanánt kell elvinni Seannak és Christiannak, ugyanis áldozata lett egy Seggbandita néven ismert elmebetegnek, aki orvosnak adja ki magát. Eden meggyőzi Annie-t, hogy túl kövér, és le kell adnia pár kilót, hogy tetsszen a srácoknak, ezért kicsapják az iskolából. Zene a műtőben: Frank Sinatra - Come Fly With Me |     |                                                                          |                    |                              |                                       |             |
| 64. | 5.  | Chaz Darling (Chaz Darling)                                              | Sean Jablonski     | Sean Jablonski               | 2007. november 27. 2008. június 30.   | 3,40 millió |
| Eden megfenyegeti Christiant, hogy végezzen ingyen műtéteket, különben Sean megtudja, mi történt közte és Julia között. Christian, hogy kivédje a támadást, eléri, hogy drogelvonóra küldjék Edent, aki közben felkelti Sean érdeklődését is. Kapcsolata Kate-tel véget ér, miután egy swingerklubban rájön, hogy ez így nem mehet tovább. Fény derül arra is, hogy Lizt érdekli Olivia. Az égető pénzhiány miatt Matt és Kimber felkeresik Ramet, a régi pornófilmrendezőt, aki munkát ajánl: Mattnek egy melegpornóban kellene szerepelnie, de végül eláll tőle. Zene a műtőben: Queens Of The Stone Age - The Lost Art of Keeping a Secret Vendégszereplő: Jai Rodriguez |     |                                                                          |                    |                              |                                       |             |
| 65. | 6.  | Damien Sands (Damien Sands)                                              | Charles Haid       | Hank Chilton                 | 2007. december 4. 2008. július 7.     | 2,49 millió |
| Christian, hogy saját népszerűségét növelje, Plastic Fantastic címen elindítja a McNamara/Troy saját valóságshow-ját. Hamarosan azonban kiderül, hogy a tévéseket sokkal jobban érdeklik a magánéleti botrányaik, mint a műtétek. Különösen igaz ez a Liz, Julia, és Olivia közt kialakult botrányra. Zene a műtőben: Mel Torme - Midnight Swinger Vendégszereplő: Ian Buchanan |     |                                                                          |                    |                              |                                       |             |
| 66. | 7.  | Dr. Joshua Lee (Dr. Joshua Lee)                                          | Brad Falchuk       | Brad Falchuk                 | 2007. december 11. 2008. július 14.   | 2,52 millió |
| Aidan, a Szívek és szikék másik sztárja, megpróbálja összehozni Seant és Edent. Sikerül is, de Sean váratlanul szívrohamot kap az ecstasytól. Juliát és Oliviát kirabolja egy perverz rabló. Sean és Christian legújabb páciense egy bogaras tudós, aki követeli, hogy távolítsák el az idegenek által beléültetett chipet. Kimber úgy dönt, hogy visszatér a pornóiparba, és gyalázatos módon otthagyja Mattet, aki ezután ráadásul súlyos balesetet szenved. Zene a műtőben: Bonnie Tyler - Total Eclipse Of The Heart Vendégszereplő: George Coe |     |                                                                          |                    |                              |                                       |             |
| 67. | 8.  | Duke Collins (Duke Collins)                                              | Elodie Keene       | Lyn Greene és Richard Levine | 2007. december 18. 2008. július 21.   | 1,94 millió |
| Az ünnepekre való várakozás közben Sean megtudja Christian és Julia viszonyát. Matt kórházba kerül, és egy Rachel nevű, korábban egy öngyilkos merénylő miatt súlyosan megégett arcú nő lesz a terapeutája. Kimber és Ram bejelentik, hogy összeházasodnak és adoptálják Jennát. Eden bosszút forral Julia ellen: higanyos gyümölcskenyérrel mérgezi. Miközben egy meglőtt arcú áruházi Mikulás érkezik plasztikai műtétre, egy énekes csapat, hálából a műtétért, egész ünnepek alatt karácsonyi dalokat énekel a rendelőben. Zene a műtőben: Christmas Carol and the Carolers - O Tannenbaum Vendégszereplő: Joel McKinnon Miller |     |                                                                          |                    |                              |                                       |             |
| 68. | 9.  | Rachel Ben Natan (Rachel Ben Natan)                                      | Charles Haid       | Jennifer Salt                | 2008. január 15. 2008. július 28.     | 2,19 millió |
| Sean és Christian között feszült lesz a viszony. Hogy visszavághasson, Sean felveszi munkatársnak Ginát, mint új recepcióst. Julián megjelennek a higanymérgezés tünetei. Rachel plasztikai műtétre érkezik, kiderül ugyanis, hogy az egykori öngyilkos merénylő maradványai benne is megtalálhatóak. A terrorista szelleme gyűlölködésre buzdítja Seant. A városi Pride-felvonuláson Freddie, a producer elindítja a Szívek és szikék kocsiját, majd miután kiderül róla, hogy homoszexuális, Dawn Budge szakít vele. Zene a műtőben: Niyaz - Dunya, Azam Ali - La Serena Vendégszereplő: Maggie Siff |     |                                                                          |                    |                              |                                       |             |
| 69. | 10. | Magda és Jeff (Magda & Jeff)                                             | Craig Zisk         | Hank Chilton                 | 2008. január 22. 2008. augusztus 4.   | 2,84 millió |
| Colleen felbukkan, mint Sean újdonsült ügynöke. Miután előkerül egy titkos szexkazetta, a Szívek és szikék addigi főszereplőjét, Aident, átmenetileg letiltják, a helyére Sean kerül. Közben két páciens érkezik a plasztikai sebészetre: az öreg feleség műtéteket szeretne végeztetni a nála sokkal fiatalabb férjén. Christian visszautasítja Gina közeledését, de egy idő után nem bír ellenállni. A háztetőn történő szex során sajnálatos baleset történik: Gina lezuhan és szörnyethal. Zene a műtőben: Tears For Fears - The Devil Vendégszereplők: Selma Stern, Robert Gant |     |                                                                          |                    |                              |                                       |             |
| 70. | 11. | Kyle Ainge (Kyle Ainge)                                                  | Dirk Wallace Craft | Brad Falchuk és Hank Chilton | 2008. január 29. 2008. augusztus 11.  | 2,89 millió |
| Miközben Christian igyekszik erőt venni magán, hogy elmesélhesse Wilbernek is, mi történt az anyjával, a kisfiút óvónője rendszeresen leszidja, mert szerinte szándékosan megharapja a gyerekeket. Egy ügynökség megkeresi Seant, hogy menedzselhesse őt, ám Colleen ellenáll. Nem sokkal később pedig megmutatja, milyen is a valódi természete: brutálisan kivégzi a rivális ügynököt. Egy házaspár érkezik bőrrekonstrukciós műtétre: egyikük, míg a jég fogságában voltak a hegyekben, a saját húsával táplálta a másikat Zene a műtőben: Total Coelo - I Eat Cannibals, Pt. 1, Nancy Sinatra - These Boots Are Made for Walkin', Billy Idol - Flesh for Fantasy Vendégszereplő: Jeff Hephner |     |                                                                          |                    |                              |                                       |             |
| 71. | 12. | Lulu Grandiron (Lulu Grandiron)                                          | Brad Falchuk       | Brad Falchuk                 | 2008. február 5. 2008. augusztus 18.  | 3,34 millió |
| Christiannek sikerül egy tucat új páciensre szert tennie. Egyiküknek azonban bizarr kérése van: úgy szeretne kinézni, mint egy macska. A kifogásolható műtétet végül elvégzik. Sean elkezd kételkedni Colleen szavahihetőségében, és nem is alaptalanul: hamarosan kiderül róla, hogy ő csak egy egyszerű mackógyártó árus. Kimber és Ram meghívják az esküvőjükre Edent, akivel így bizalmasabb viszonyba kerülnek. Zene a műtőben: Tom Jones - What's New Pussycat, Ted Nugent - Cat Scratch Fever, Hall & Oates - Man Eater Vendégszereplő: Donna Mills |     |                                                                          |                    |                              |                                       |             |
| 72. | 13. | August Walden (August Walden)                                            | Sean Jablonski     | Sean Jablonski               | 2008. február 12. 2008. augusztus 25. | 2,71 millió |
| Sean kénytelen szembenézni vele, hogy egy kritikus a sárga földig lealázta az ő színészi játékát. Mikor kiderül, hogy az illető súlyos testi deformációval él, alkut ajánl: műtét egy pozitív felhangú cikkért. Matt többet szeretne Racheltől, mint egyszerű barátság, de ezt nem kaphatja meg. Beleszeret egy Emme nevű lányba, aki frissen érkezett egy műtétre. Róla viszont kiderül, hogy valójában a féltestvére. Julia mindenre rájön, és megfenyegeti Edent, aki viszont lelövi őt. Zene a műtőben: Danny Kaye - Ugly Duckling, Gotan Project - El Capitalismo Foraneo Vendégszereplő: Stephen J. Oliver |     |                                                                          |                    |                              |                                       |             |
| 73. | 14. | Candy Richards (Candy Richards)                                          | Richard Levine     | Jennifer Salt                | 2008. február 19. 2008. szeptember 1. | 2,98 millió |
| Sean elkezd félni, amikor rájön, hogy Colleen pszichopata, és nem tud tőle megszabadulni. Christian összejön régi szerelmével, aki történetesen Matt féltestvérének az anyja. A két fiatal közben teljesen össze van zavarodva. Julia kórházba kerül, s kiderül, hogy amnéziában szenved. Christian és Annie is balesetet szenvednek. Miközben Sean a műtétjükre készül, Colleen megtámadja, és egy késsel többször megszúrja. Ez az epizód volt az utolsó az ötödik évad első felében, amit még megszakítás nélkül leadtak, a folytatásra egy évet kellett várni. Zene a műtőben: Irene Cara - Fame, David Bowie - Fame Vendégszereplő: Jennifer Coolidge |     |                                                                          |                    |                              |                                       |             |
| 74. | 15. | Ronnie Chase (Ronnie Chase)                                              | Brad Falchuk       | Ryan Murphy                  | 2009. január 6. 2009. december 15.    | 3,12 millió |
| Sean tolószékbe kényszerül Colleen brutális támadása után. Négy hónappal az incidens után egy iskolában oktat, ahol az egyik eminens diák felhívja magára a figyelmet, s ezért a rendelőbe kerül. Liz mellrákszűrésre megy, ahol kiderül, hogy neki nincs semmi baja - Christian viszont kettes stádiumú mellrákban szenved. Matt elhatározza, hogy elkezd orvosnak tanulni, apja balesete után. A legújabb páciens fülkagyló-rekonstrukciós műtét céljából érkezett. Zene a műtőben: O'Jays - Back Stabbers, Mark Ronson - Stop Me, Beck - Everybody's Got to Learn Sometime |     |                                                                          |                    |                              |                                       |             |
| 75. | 16. | Gene Shelly (Gene Shelly)                                                | Richard Levine     | Lyn Greene és Richard Levine | 2009. január 13. 2009. december 22.   | 2,53 millió |
| Miután Christiant újra visszautasítja Kimber, és a kemoterápiától is pocsékul érzi magát, Lizbe veti minden bizalmát, s ennek hatására köztük különös kapcsolat alakul ki. Sean legújabb barátnőjének érdekes szexuális szokásai vannak. Mikor Julia és Matt felfedezik, hogy Seannak nincs is szüksége kerekesszékre, nagyon megharagudnak rá. Zene a műtőben: Fine Young Cannibals - I'm Not The Man I Used To Be Vendégszereplő: John Fleck |     |                                                                          |                    |                              |                                       |             |
| 76. | 17. | Roxy St. James (Roxy St. James)                                          | Lyn Greene         | Jennifer Salt                | 2009. január 27. 2009. december 29.   | 2,68 millió |
| Sean rájön, hogy Julia azt tervezi, elhagyja és Oliviával együtt New Yorkba mennek. Olivia megkéri Sean-t, hogy tüntesse el az öregség jeleit az arcáról, de a beavatkozás közben komplikációk lépnek fel, és Olivia meghal. Nem sokkal ezután Eden hazatér, és azt hazudja Juliának, hogy valójában Olivia lőtt rá. Christian csatlakozik egy mellrákosok támogatására alakult csoporthoz. Kapcsolatba elegyedik egy problémás nővel, aki annyira aggódik amiatt, hogy mellrákot fog kapni, öröklés útján, hogy melleinek eltávolítását akarja elvégeztetni. Zene a műtőben: Jennifer Coolidge - Yo Stank, Piece Of My Heart - The Move, Tao Of Groove - One Vendégszereplő: Dina Meyer |     |                                                                          |                    |                              |                                       |             |
| 77. | 18. | Ricky Wells (Ricky Wells)                                                | John Stuart Scott  | Brad Falchuk                 | 2009. február 3. 2010. január 5.      | 2,70 millió |
| Sean méltányolása Raj iránt feszültséget okoz Mattben. Christian a belső újjáépítése után tér vissza a szoknyavadászathoz, ami Liznek súlyos csalódást okoz, s ezért visszautazik Miamiba. Raj apja, a nagyrabecsült doktor, Vijay Paresh, azt akarja a fiától, hogy hajtson végre rajta egy pénisz-nagyobbítási beavatkozást, ám ő nem vállalja, sőt inkább összezúzza a kezét, hogy soha ne lehessen plasztikai sebész. Ricky, egy 18 éves fiú, korosodni szeretne egy műtét segítségével, miután összeházasodott általános iskolai tanárával. Zene a műtőben: R.E.M. - I Am Superman, Henry Mancini - Dreamsville Vendégszereplő: Brando Eaton |     |                                                                          |                    |                              |                                       |             |
| 78. | 19. | Manny Skerritt (Manny Skerritt)                                          | Dirk Wallace Craft | Ryan Murphy                  | 2009. február 10. 2010. január 12.    | 2,33 millió |
| Sean felvesz egy új aneszteziológust, a vad Teddy Row-t. Hamarosan Teddy munkába kezd, Sean pedig megtalálja magában az élet sötét oldalát, flörtölgetni kezdenek egymással, és ezzel kockáztatja saját karrierjét. Kimber megkéri Christiant, hogy kollagéninjekciókkal igazgassa meg Jenna ajkait, hogy megszabaduljanak a hibáktól, ami megakadályozza, hogy babamodell legyen. Aidan Stone visszatér a Szívek és szikékből és arra kéri Seant, hogy írja alá azt a szerződést, mely az ő életútját dolgozza fel. A "Sean McNamara Story" főszerepében saját maga lenne, alaposan kiszínezett történettel. Egy jógaoktató jön a McNamara/Troyhoz, egy pénisz-csökkentő beavatkozást szeretne, mert saját maga orális kielégítőjévé vált. Zene a műtőben: Yello - Oh Yeah, The Blood Arm - Suspicious Character, Hercules and Love Affair - Hercules Theme Vendégszereplő: Misha Collins                                     |     |                                                                          |                    |                              |                                       |             |
| 79. | 20. | Budi Sabri (Budi Sabri)                                                  | Hank Chilton       | Ryan Murphy és Hank Chilton  | 2009. február 17. 2010. január 17.    | 2,40 millió |
| Sean felszabadultan folytatja kapcsolatát Teddyvel, előbb szexelnek egy eladás alatt lévő házban, majd ayahuascából készült tea hatására kábulnak el. Christian megtudja, hogy a rákja áttétes, és már csak fél éve lehet hátra, ezért megkéri Liz kezét, hogy ne egyedül haljon meg. Kimber még több kollagént kér Jenna ajkaiba. Egy ember, aki fához hasonló kinövésektől szenved az egész testén, de nem tudja fizetni a beavatkozást, pro bono kezelésen esik át a McNamara/Troynál. Zene a műtőben: The Human League - Human Vendégszereplő: Chi Muoi Lo |     |                                                                          |                    |                              |                                       |             |
| 80. | 21. | Allegra Calderella (Allegra Calderella)                                  | Sean Jablonski     | Sean Jablonski               | 2009. február 24. 2010. január 24.    | 2,10 millió |
| Sean újra találkozik az egyik régi páciensével, akinek a szeméremajkából rekonstruálták az ajkait. Most a haldokló férje kedvéért szeretne elvégeztetni magán egy beavatkozást, miközben ő más férfiaknak akarja kiárusítani a nejét. Christian keresi azt az embert, aki helyette praktizálhat Sean mellett, de a jelöltet kirúgják, amikor az szexel a kanapéval. Liz anyja megjelenik a városban, hogy megszervezze az esküvői előkészületeket, de megjegyzéseivel inkább csak elbizonytalanítja Lizt, aki nem fér bele az anyja régi ruhájába, s ezért mellkisebbítést szeretne. Végül elég önbizalmat szed össze, hogy önállóan irányítsa az életét, és elküldi az anyját. Zene a műtőben: Frank Sinatra - Strangers in the Night Vendégszereplő: Elaine Hausman |     |                                                                          |                    |                              |                                       |             |
| 81. | 22. | Giselle Blaylock és Legend Chandler (Giselle Blaylock & Legend Chandler) | Lyn Greene         | Lyn Greene és Richard Levine | 2009. március 3. 2010. január 31.     | 2,39 millió |
| Christian úgy dönt, hogy folyékony nitrogénben tartósítja magát, hogy a jövőben, amikor gyógyíthatóvá válik a betegsége, kiolvaszthassák - de ezt az ötletet mindenki ellenzi. Végül eláll tőle, látván, milyen kezdetleges a technika, és úgy dönt, inkább felkészül a halálra. Ram és Eden kirúgják Kimbert, arra hivatkozással, hogy túl öreg. Matt felajánlja neki, hogy költözzenek össze, ám ő ezt elutasítja, Christian haldoklásának híre viszont letaglózza. A következő páciens egy nő, akinek a barátja vámpír módjára megharapta a nyakát, és nagy sebet ejtett. Sean és Teddy viszonya a következő szintre lép, amikor altatógáz hatása alatt szeretkeznek. A nőről közben kiderül, hogy egy sorozatgyilkos. Az esküvőt követően pedig az is kiderül, hogy Christian leleteit összecserélték, és igazából teljesen egészséges. Zene a műtőben: Sohodolls - My Vampire Vendégszereplők: Wendy Glenn, Graham Shiels |     |                                                                          |                    |                              |                                       |             |

## Hatodik évad (2009-2010)
| Sor. | Év. | Cím                                              | Rendező           | Író                          | Premier                               | Nézettség   |
| --- | --- | ------------------------------------------------ | ----------------- | ---------------------------- | ------------------------------------- | ----------- |
| 82. | 1.  | Don Hoberman (Don Hoberman)                      | Brad Falchuk      | Ryan Murphy                  | 2009. október 14. 2010. november 26.  | 2,92 millió |
| A gazdasági válság miatt rosszul kezd el menni a McNamara/Troy üzlete. Sean a költekezések súlya alatt megroppanva álmatlanságtól kezd el szenvedni, miközben Christian a gyógyulását ünnepelve eszeveszett költekezésbe kezd. Elhagyná Lizt, de a bosszúszomjas nő felbérel egy jól menő ügyvédet, hogy elperelje a vagyonának a felét. Hogy pénzt szerezzenek, régi ismerősüket, Mike Hamouit kérik fel segítőtársnak maguk mellé. Emellett felcsapnak vaginakorrekciós műtétek végzőinek, amihez a reklámot Kimber szolgáltatja. Matt pantomimesnek áll, de az égető pénzhiány miatt képességeit a bűn szolgálatába állítja. Zene a műtőben: Taco - Puttin' On The Ritz Vendégszereplő: Mark Atteberry |     |                                                  |                   |                              |                                       |             |
| 83. | 2.  | Enigma (Enigma)                                  | John Stuart Scott | Lyn Greene és Richard Levine | 2009. október 21. 2010. december 3.   | 2,23 millió |
| Sean túladagolja magának az altatót, és teljesen függővé válik, amiért Teddy felbontja az eljegyzésüket. Hogy újra aludni tudjon, Sean a várost járja, s megismerkedik egy öncsonkító hajléktalannal. Christian, hogy pénzhez jusson, az ugyancsak vagyontalan Kimberrel kezd el szexuális segédeszközök forgalmazásába. Liz tovább folytatja a háborút Christiannel szemben, de váratlanul Kimberrel találja magát szembe. A legújabb páciens ráadásul egy gyerek, akinek a testéről sátáni jelképeket és feliratokat kell eltüntetni. Zene a műtőben: Gary Jules - Mad World Vendégszereplő: Parker Croft |     |                                                  |                   |                              |                                       |             |
| 84. | 3.  | Briggitte Reinholt (Briggitte Reinholt)          | Dirk Craft        | Sean Jablonski               | 2009. október 28. 2010. december 10.  | 2,20 millió |
| Sean és Teddy titokban összeházasodnak. Annie Los Angelesbe érkezik, aki ellenségesen viszonyul családja új helyzetéhez, s mindennek a tetejébe kényszeresen tépkedi és eszi a haját. Mike Christiantől kér tanácsot, hogyan elégíthetné ki Kimbert. Ő szándékosan félrevezeti, mert titkon még szereti Kimbert. Azt hazudja neki, hogy öltözzön be nőnek, az majd felizgatja - de terve visszafelé sül el. Két páciens is érkezik a klinikára: az egyik szokásos plasztikai műtétjét végezteti, méghozzá piócák alkalmazásával, ráadásul felismeri Teddyt, akit teljesen más néven szólít. A másik páciens egy heteroszexuális transzvesztita, aki egy különleges maszkot szeretne készíttetni, hogy a nyilvánosság előtt elfedje valódi énjét. Zene a műtőben: Payolas - Eyes of a Stranger Vendégszereplő: Lee Garlington |     |                                                  |                   |                              |                                       |             |
| 85. | 4.  | Bögyös Jennifer (Jenny Juggs)                    | Jesse Bochco      | Jennifer Salt                | 2009. november 4. 2010. december 17.  | 2,17 millió |
| Mattnek hirtelen rengeteg pénze lesz, Sean-ék azonban furcsának találják, hogy a pantomimezésből ennyit lehet keresni. Később, amikor hallanak a rablásokról, gyanúsnak találják a dolgot, és kifaggatják. Egy balsikerű rablás során életveszélyesen meg is sérül, s ekkor lelepleződik előttük. Az újdonsült McNamara család kempingezni indul, ahol Teddy megpróbálja megölni Seant és a gyerekeket, ám végül ő lesz az áldozat. Christian egy sztriptízbárban megismer egy hatalmas mellű nőt, aki később mellkisebbítésre érkezik. Aggasztják azonban a nő dührohamai, melyek során a nehéz melleivel okoz súlyos sérüléseket. Zene a műtőben: Deirde Flint - The Boob Fairy Vendégszereplő: Kiersten Warren |     |                                                  |                   |                              |                                       |             |
| 86. | 5.  | Abigail Sullivan (Abigail Sullivan)              | John Stuart Scott | Brad Falchuk                 | 2009. november 11. 2010. december 25. | 1,75 millió |
| Matt súlyosan megsérült legutolsó rablása során, s miután Sean és Christian eltüntették a sebhelyet, úgy döntenek, feladják őt a rendőrségen. Julia visszatér Los Angelesből, és ő is belátja, hogy talán így lesz a legjobb. Matt viszont úgy dönt, hogy inkább megszökik, de végül elfogják. Teddyt holtan találják, Seant pedig szembesítik a gyilkossal. Hamarosan kiderül a nő valódi élettörténete is. A kudarcok hatására Sean öngyilkosságot kísérel meg: meztelenül beleveti magát a tengerbe. Egy zongoristanő érkezik a klinikára, aki azt szeretné, ha eltávolítanák a válláról a parazita ikertestvérét. Zene a műtőben: Claude Debussy - Holdfényszonáta Vendégszereplő: Amy Farrington |     |                                                  |                   |                              |                                       |             |
| 87. | 6.  | Alexis Stone (1. rész) (Alexis Stone Part 1)     | Tim Hunter        | Hank Chilton                 | 2009. november 18. 2010. december 31. | 1,89 millió |
| Seant kimentik, és pszichiátriára kerül, ahol Julia anyja elemzi ki, majd Christian kihozza. Később Erica újra felbukkan Los Angelesben, új olasz férjével, s a saját gondozásába akarja venni Annie-t és Conort, és ezért nem rest Mattet is felhasználni, akit börtönbe zárnak rablási ügyei miatt. Mike eljegyzi Kimbert, ami Christiant is érzékenyen érinti. Bánatában lefekszik egy nővel, akit egy bárban szedett össze. Másnap azonban kiderül, hogy az illető valójában transzszexuális, s szeretne újra férfi lenni. Vendégszereplő: Candis Cayne |     |                                                  |                   |                              |                                       |             |
| 88. | 7.  | Alexis Stone (2. rész) (Alexis Stone Part 2)     | John Stuart Scott | Ryan Murphy                  | 2009. november 25. 2011. január 7.    | 1,41 millió |
| Julia anyja felhagy az adoptálási tervével, miután rájön, hogy újdonsült férje szexuálisan fantáziál Annie-ről. Matt őrült cellatársa mellimplantátumokat követel Matt részére, s Christiannek döntenie kell: vagy a műtét, vagy a fiát egész biztos kicsinálják. Végül Matt nem bírja tovább, és megöli az erőszakoskodó rabot. Julia újra összejön Sean-nal, majd végre bosszút áll az anyján az egész életében elszenvedett sértegetésekért. Alexis, miután férfivá műtette magát, rájön, hogy csak férfiakat vonz, ezért mellműtétet akar. Zene a műtőben: Shriekback - This Big Hush |     |                                                  |                   |                              |                                       |             |
| 89. | 8.  | Lola Wlodkowski (Lola Wlodkowski)                | Eric Stoltz       | Lyn Greene és Richard Levine | 2009. december 2. 2011. január 14.    | 2,41 millió |
| Christian átértékeli a szépségről alkotott véleményét, amikor látja Kimber önutálatát, és szexuális kapcsolatra lép Liz egyik új barátnőjével, egy túlsúlyos nudistával. Sean, mély érzelmi válságai közepette, tanácsot kap egy betegétől, hogyan kellene élnie - a férje után ő is szeretné eltávolíttatni a mellbimbóit, hogy igazi Barbie és Ken-utánzatok legyenek, és a szexet teljesen mellőzzék a kapcsolatukban. Zene a műtőben: Tito Puente - Fat Mama Vendégszereplő: Danica Sheridan |     |                                                  |                   |                              |                                       |             |
| 90. | 9.  | Benny Nilsson (Benny Nilsson)                    | John Stuart Scott | Sean Jablonski               | 2009. december 9. 2011. január 21.    | 1,75 millió |
| Christiant elkezdik zaklatni a hitelezők, és próbál megoldást találni felelőtlen költekezésének következményeire. Sean régen látott testvére, a drogfüggő Brendan felbukkan a városban, akiről úgy tudták, hogy meghalt. A csúnya sebei miatt arcplasztikát szeretne, de Christian gyanakszik vele kapcsolatban, ugyanis Sean helyette neki segít pénzügyekben. Brendan váltig állítja, hogy már nem drogfüggő, azonban amikor felbukkannak drogos barátai, Sean is gyanút fog. Egy svéd bankár elhozza a fogadott fiát, hogy az ő arcát is műtsék az övére hasonlatosra. Christian összebarátkozik a sráccal, de hamarosan bizarr titokra derül fény: az apja szexuálisan molesztálja őt exkluzív üzleti partikon. Christian ezt a titkot felhasználva erőszakosan megzsarolja a bankárt, hogy pénzt kapjon. Ezután eladogatja aranytárgyait a zálogosnál, majd ráfogja Brendanra, hogy ő lopta el tárgyait. Legvégül a cégükből vesz ki egy nagyobb összeget úgy, hogy aláhamisítja a papírokra Sean nevét. Zene a műtőben: Diana Ross & The Supremes - I Hear A Symphony, George Michael - Father Figure Vendégszereplő: Luke McClure |     |                                                  |                   |                              |                                       |             |
| 91. | 10. | Wesley Clovis (Wesley Clovis)                    | Tate Donovan      | Jennifer Salt                | 2009. december 16. 2011. január 28.   | 2,09 millió |
| Sean etikai és morális dilemma elé kerül, ugyanis ha zsírleszívást végez el egy halálraítélten, akkor talán kiengedik Mattet a börtönből. Nem hajlandó beleegyezni a dologba, amivel feldühíti Matt-et, Christian azonban úgy dönt, egyedül is megcsinálja. Miután Christian rájön, hogy Kimber terhes, követeli tőle, hogy azonnal vetesse el - cserébe elveszi őt feleségül. Kimber kétségbeesik, és Mike-hoz fordul segítségért, aki szintén azt kéri tőle, hogy menjen hozzá. Ezután Lizhez megy, és megkéri, hogy menjen el vele abortuszra. A műtét miatt azonban nem lehet több gyereke. A börtönben Matt-et áthelyezik, ugyanis hamarosan kiengedik, azonban találkozik egy rabbal, aki elárulja neki, hogy akit ki akarnak végezni, valójában el se követte a bűncselekményt. De ez mégse hatja meg, s inkább Sean-nak is azt mondja, hogy megérdemli a "gyilkos" a büntetését. Eredetileg ezzel az epizóddal ért volna véget a hatodik évad. Zene a műtőben: Blue Öyster Cult - Don't Fear The Reaper, Nick Cave & The Bad Seeds - Mercy Seat Vendégszereplő: Eric Stonestreet                                                 |     |                                                  |                   |                              |                                       |             |
| 92. | 11. | Dan Daly (Dan Daly)                              | Elodie Keene      | Ryan Murphy                  | 2010. január 6. 2011. február 4.      | 1,71 millió |
| A két plasztikai sebészt egykori egyetemükön életműdíjra jelölik. Bár eleinte nagyon örülnek neki, Seant kezdik idegesíteni Christian kis stiklijei, amiket neki el kell néznie, és tartania kell a hátát. Miközben a múltból származó emlékképeken is megtekinthetjük, hogyan is tette tönkre Christian Sean álmait, a jelenben is kiderülnek dolgok. Christian elkötteti az ondóvezetékét, Sean pedig kénytelen megmagyarázni Kimbernek, hogy a férfi szereti őt, nehogy rájöjjön a turpisságra. Majd a díjátadón derül ki Sean számára, hogy ezt a díjat társa tulajdonképpen megvásárolta számukra. A klinikán legújabb páciensük egy genetikai rendellenességben szenvedő férfi, aki gyermekkora óta beteges öncsonkító, és szeretné helyreállíttatni eltorzult arcát. Zene a műtőben: Queen - Don't Stop Me Now Vendégszereplő: Wayne Pére |     |                                                  |                   |                              |                                       |             |
| 93. | 12. | Willow Banks (Willow Banks)                      | Tim Hunter        | Brad Falchuk                 | 2010. január 13. 2011. február 11.    | 1,96 millió |
| Christian elhanyagolja a külsejét, emellett rengeteget eszik, ezzel felbosszantja Kimbert. Sean megkéri őt, hogy segítsen neki berendezni a lakását, ám eközben összeszűrik a levet. Mindeközben Christian egy szupermodellt küld el a klinikáról, aki nem szeretne többé szép lenni, mert aggasztja, hogy mindenki megbámulja az utcán. Később azonban együtt folytatják az önpusztítást. Egy húsz évig kómában feküdt fickó lesz Sean legújabb páciense, aki szeretne külsőleg is ugyanaz a fiatalember lenni, aki volt. Vendégszereplő: Mini Anden |     |                                                  |                   |                              |                                       |             |
| 94. | 13. | Joel Seabrook (Joel Seabrook)                    | Tate Donovan      | Hank Chilton                 | 2010. január 20. 2011. február 18.    | 1,89 millió |
| A legújabb páciens egy pórul járt öngyilkosjelölt, aki szeretne új életet kezdeni, miután eltüntették sérüléseit. Christian úgy érzi, házassága kiégett, mert képtelen kielégíteni Kimbert. Az egyik új páciense azonban elmondja neki, mennyire izgalmas dolog a fojtogatós szex. Kimber azonban képtelen belemenni ebbe, aminek a vége az lesz, hogy Christian kidobja őt. Sean régi egyetemi barátjával, Curtisszel találkozik, hogy Afrikába utazzon vele egy hónapra humanitárius szolgálatra. Mégsem utazik el, mert a csalódott és mindenki által lábtörlőnek használt Kimber öngyilkos lesz, amitől Christian padlóra kerül. Vendégszereplő: Tim Guinee |     |                                                  |                   |                              |                                       |             |
| 95. | 14. | Sheila Carlton (Sheila Carlton)                  | Craig Zisk        | Lyn Greene és Richard Levine | 2010. január 27. 2011. február 25.    | 1,81 millió |
| Kimber öngyilkossága lesújtja Christiant, akit a nő anyja, Brandy próbál vigasztalni. Christian egyre közelebb kerül a nőhöz, mert megdöbbenti férjének lekezelő stílusa. Sean elhalasztja az afrikai útját, hogy támogassa barátját. Míg Curtis nincs az országban, Curtis felesége kikezd Seannal, aki azonban nem viszonozza a közeledését. Curtis viszont úgy tudja, hogy mégis volt köztük valami, ezért nem hajlandó Seannal dolgozni. A klinika legújabb páciense egy nő, akinek az arcát legjobb barátnőjének házi csimpánza csúfította el. Vendégszereplő: Christine Estabrook |     |                                                  |                   |                              |                                       |             |
| 96. | 15. | Virginia Hayes (Virginia Hayes)                  | Hank Chilton      | Hank Chilton                 | 2010. február 3. 2011. március 4.     | 1,54 millió |
| Sean és Christian megdöbbennek, amikor régi ellenfelüknek Escobar Gallardónak a lánya megjelenik náluk, és a múltjukról kérdezősködik. Mivel nem szeretnének lelepleződni, elküldik a lányt, de Sean előtt látomásként többször megjelenik Escobar, mint rémkép, aminek köszönhetően mindent elmesél. Nem sokkal később az FBI újrakezdi a nyomozást a régóta szüneteltetett Silvio Perez-ügyben. Közben egy átlagosnak tűnő páciens érkezik a klinikára mellnagyobbítás céljából, ám hamarosan kiderül, hogy egy másik nő személyazonosságát bitorolja. A feldühödött áldozat a gyengélkedőben megöli őt, így Sean és Christian reszortja marad a holttest eltüntetése. Zene a műtőben: John Waite - Missing You Vendégszereplő: Kate Norby |     |                                                  |                   |                              |                                       |             |
| 97. | 16. | Dr. Griffin (Dr. Griffin)                        | Tim Hunter        | Jennifer Salt                | 2010. február 10. 2011. március 11.   | 1,73 millió |
| Sean és Christian pszichoterápiára járnak, hogy problémáikat kezelni tudják, s ennek során egymásról alkotott, de mindeddig titkos véleményük, érzéseik is a felszínre törnek. Sean az első alkalom során megüti Christiant, amikor rájön arra, hogy a pénzfelvételkor aláhamisította az aláírását, és perrel fenyegetőzik. A terápiához hamarosan csatlakozik Liz is, akinek szintén van titkolnivalója: terhes Sean spermájától, mesterséges megtermékenyítés útján. Matt új tervekkel áll elő a jövőre nézve, s bemutatja menyasszonyát, Ramonát, akivel szeretné elhagyni a várost. Miután egy korábbi feldühödött páciens lelövi a terapeutát, meg kell őt műteniük, és közben átértékelik a dolgaikat. Vendégszereplő: Daniel Benzali |     |                                                  |                   |                              |                                       |             |
| 98. | 17. | Christian Troy II (Christian Troy II)            | Diana Valentine   | Sean Jablonski               | 2010. február 17. 2011. március 18.   | 1,49 millió |
| Az injekciós kúrák számának növekedése miatt a McNamara/Troy is bajba kerül, sokan a hagyományos plasztikai sebészet végét jósolják. Hogy jó reklámot biztosítson a cégnek, Christian megműtteti az arcát, s az altatásban különös álmot lát, melyben megjelennek korábbi páciensei, látja Sean problémáit, Kimber halálával kapcsolatban is tiszta képet kap, végül találkozik vér szerinti apjával. Mindeközben Liz egy elvált nővel kezd viszonyt. |     |                                                  |                   |                              |                                       |             |
| 99. | 18. | Walter és Edith Krieger (Walter & Edith Krieger) | Dirk Craft        | Brad Falchuk                 | 2010. február 24. 2011. március 25.   | 1,52 millió |
| Ava Moore visszatér, hogy nevelt fiának sebhelyeit eltüntesse, akit egy dél-amaerikai árvaház nyomorult környezetéből emelt el. Eközben újra összefut Mattel, s ismét szeretne az életébe férkőzni. Matt azonban az esküvőjére készül Ramonával, ahová Julia is megérkezik, és bejelenti, hogy Conorral és Annie-vel Londonba utaznak, mert megismerkedett egy férfival. Matt az esküvője napján mindent otthagy Ava kedvéért. A legújabb páciensek holokauszt-túlélők, akik szeretnék a számjeleket eltávolíttatni magukról. Zene a műtőben: Four Tops - Ain't No Woman (Like the One I've Got) Vendégszereplők: Harold Gould és Hildy Brooks |     |                                                  |                   |                              |                                       |             |
| 100. | 19. | Hiro Yoshimura (Hiro Yoshimura)                  | John Stuart Scott | Ryan Murphy                  | 2010. március 3. 2011. április 1.     | 1,88 millió |
| Christian elvállalja Ava fiának műtétjét, ha cserébe a nő békén hagyja Mattet. Julia Londonba készül, de aggódik Sean miatt. Sean túlzott izgalommal reagál Liz terhességére, Christian pedig egész addigi barátságukat kénytelen átértékelni. Az utolsó páciensük egy régi japán pornósztár. Sean végül hagyja, hogy Julia és a gyerekek elutazhassanak, Lizt beveszik a cégbe harmadiknak, azonban Christian, érezve, hogy Sean többre vágyik, repülőjegyeket vesz neki Bukarestbe, hogy teljesíthesse álmát, és rossz sorsú betegeken segíthessen. Matt és Ava pedig együtt kezdenek új életet. Zene a műtőben: Bill Pritchard - I'm Your Man Vendégszereplő: Koji Kataoka |     |                                                  |                   |                              |                                       |             |